# داچیا لوگان
داچیا لوگان خانواده‌ای از خودروهایی است که؛ به‌طور مشترک توسط شرکت فرانسوی رنو و زیرمجموعه رومانیایی آن داچیا از اواسط سال ۲۰۰۴ تولید و به بازار عرضه شده و جانشین داچیا ۱۳۱۰ و داچیا سولنزا شده‌است. این خودرو به شکل‌های سدان، استیشن واگن و وانت تولید شده‌است. لوگان تاکنون در کارخانه خودروسازی داچیا در میوه، رومانی و در کارخانه‌های رنو (یا شرکای آن) در مراکش، برزیل، آرژانتین، ایران، ترکیه، روسیه، کلمبیا و هند تولید شده‌است. مدل وانت آن در کارخانه نیسان در آفریقای جنوبی نیز تولید شده‌است.
این خودرو همچنین با نام‌های رنو لوگان، نیسان آپریو، ماهیندرا وریتو، رنو تندر ۹۰، لادا لارگوس (MCV)، نیسان NP200 (وانت)، رنو سیمبل و رنو تالیانت نیز به بازار عرضه شده‌است.
تخمین زده می‌شود که از زمان عرضه، داچیا لوگان به فروش بیش از ۴ میلیون دستگاه در سراسر جهان رسیده‌است.

## نسل اول (L90/U90/F90؛ ۲۰۰۴)

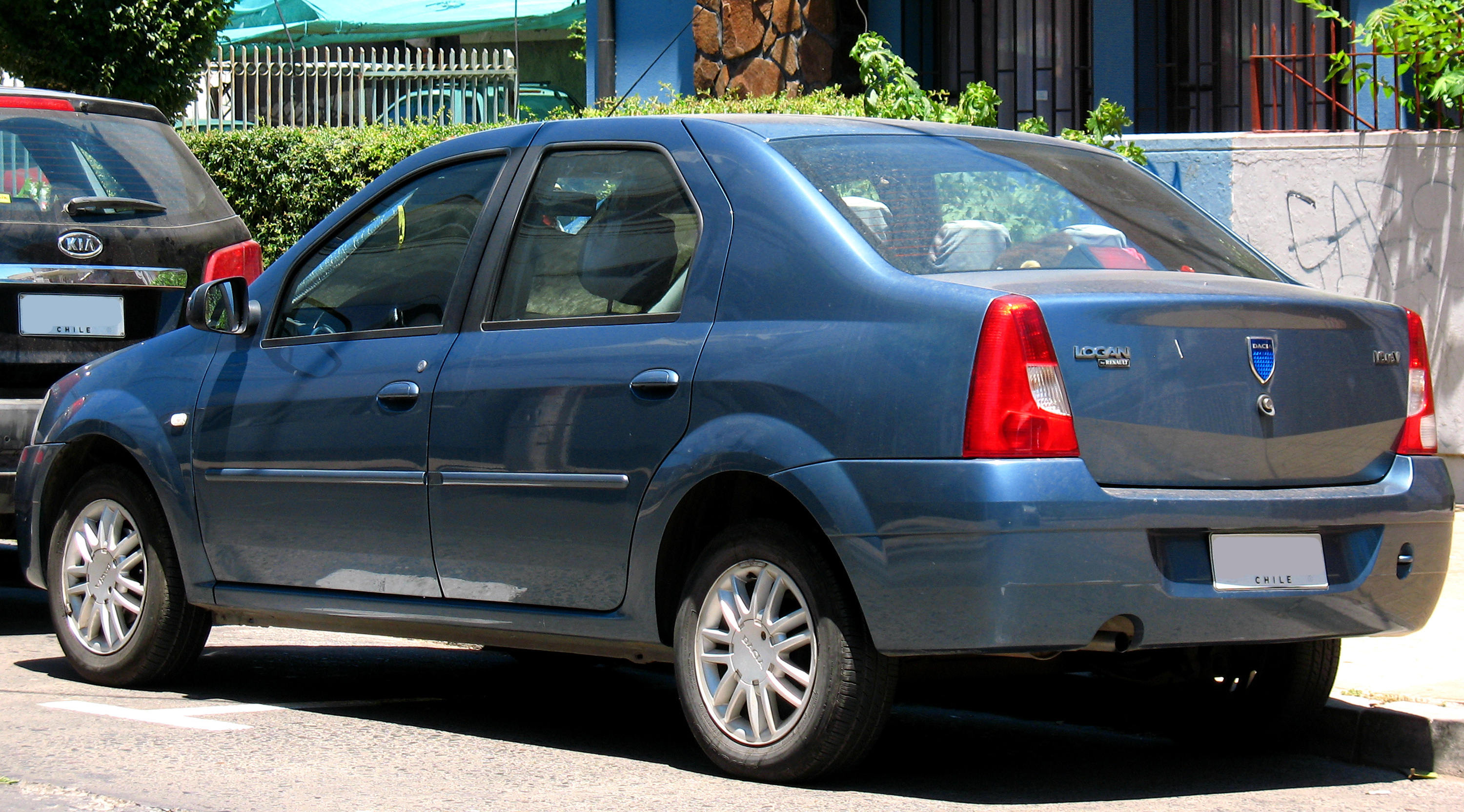
نمای عقب (پیش از فیس‌لیفت)

اولین نسل لوگان در تکنوسنتر رنو در نزدیکی پاریس طراحی شد که حاصل چهار سال توسعه پروژه X90 بود که توسط رنو در سال ۱۹۹۹ و پس از خرید داچیا در همان سال اعلام شد.
لوئیس شوایتزر در جریان سفر رئیس‌جمهور وقت فرانسه ژاک شیراک به روسیه خاطرنشان کرد که در نمایندگی‌های مشترک لادا و رنو، لاداهای ۶۰۰۰ یورویی بسیار خوب می‌فروشند؛ در حالی که برای رنوهای ۱۲۰۰۰ یورویی خریداری پیدا نمی‌شود. با دیدن آن خودروهای قدیمی، غیرقابل قبول دیدم که پیشرفت فنی مانع از ساخت خودرویی خوب با قیمت ۶۰۰۰ یورو شود. (او بعداً این هدف را به ۵۰۰۰ یورو تغییر داد). «من همچنین لیستی از ویژگی‌های اصلی محصول را در سه کلمه - مدرن، قابل اعتماد و مقرون به صرفه - تهیه کردم و اضافه کردم که همه چیز قابل دستیابی است.» ارزان‌ترین نسخه این خودرو ۵۹۰۰ یورو است و بسته به تجهیزات و حقوق گمرکی قیمت آن به ۱۱۲۰۰ یورو می‌رسد. (مدل پایه اروپای غربی، جایی که نشان داچیا دارد اما عموماً در نمایندگی‌های رنو فروخته می‌شود، تا حدودی گران‌تر است).
لوگان از ابتدا به عنوان یک خودروی مقرون به صرفه طراحی شد و دارای ویژگی‌های ساده شده زیادی برای کاهش هزینه‌ها است. این خودرو جایگزین بسیاری از خودروهای قدیمی در حال تولید، از جمله سری داچیا ۱۳۱۰ رومانیایی از خودروهای مبتنی بر رنو ۱۲ شده‌است.
لوگان رسماً در ژوئن ۲۰۰۴ عرضه شد و بازاریابی آن نیز در سپتامبر ۲۰۰۴ آغاز شد. رنو در ابتدا برنامه‌ای برای فروش لوگان در اروپای غربی نداشت، اما در ژوئن ۲۰۰۵، شروع به واردات نسخه گران‌تر این خودرو با قیمتی در حدود ۷۵۰۰ یورو کرد.

### فیس‌لیفت
در ۱ ژوئیه ۲۰۰۸ و تقریباً چهار سال پس از عرضه اولین لوگان، نسخه فیس‌لیفت آن به نام داچیا نیو لوگان معرفی شد. مدل جدید دارای طراحی مدرن تر و فضای داخلی جذاب تر و راحت تر است. در اکتبر همان سال، فیس‌لیفت مدل استیشن واگن هم معرفی شد.

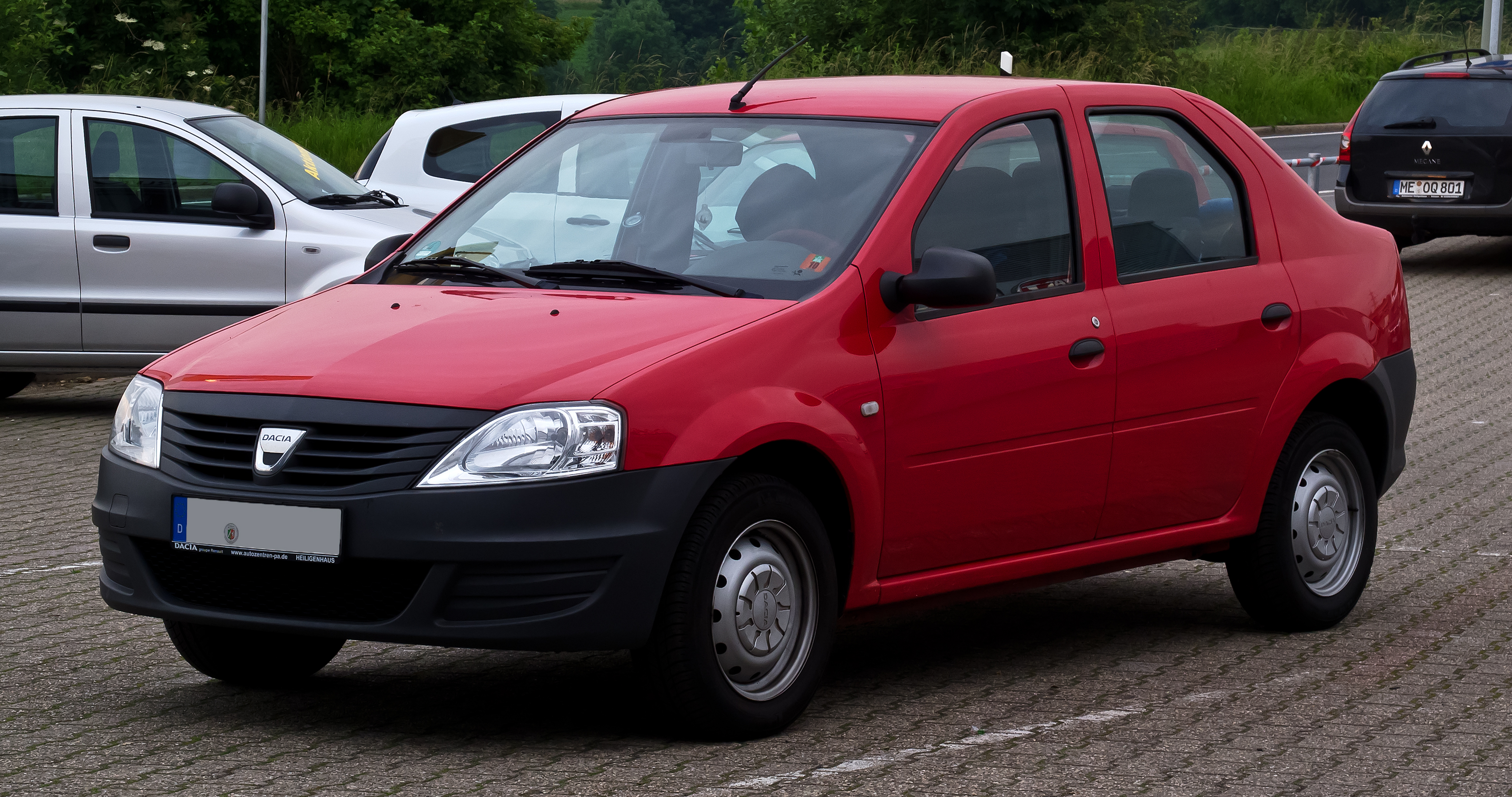
داچیا لوگان (فیس‌لیفت)
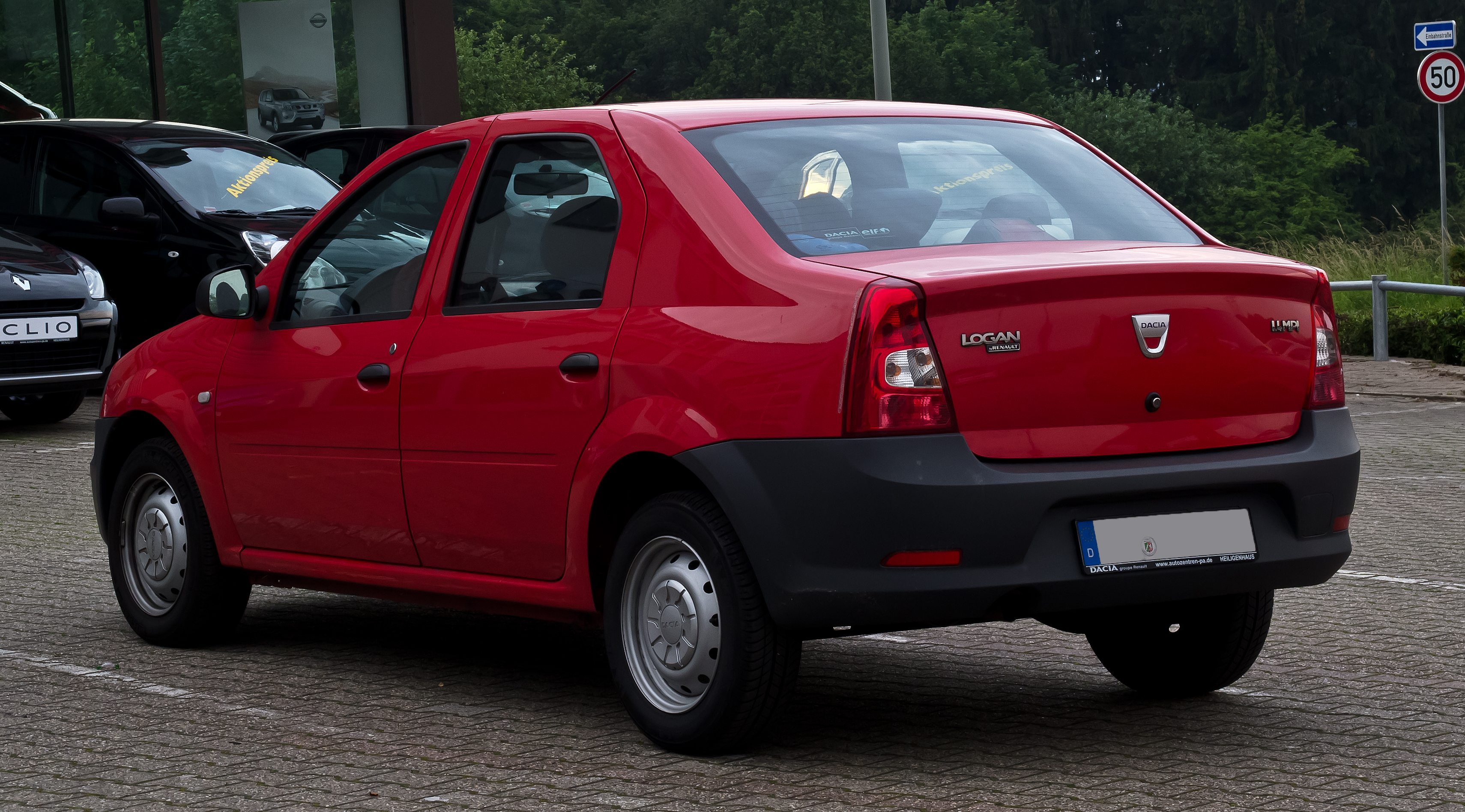
داچیا لوگان (فیس‌لیفت)

### ویژگی‌ها
لوگان بر پایه پلت‌فرم داچیا B0 ساخته شده‌است که از آن در سایر مدل‌های رنو و نیسان نیز استفاده شده‌است. این خودرو ۵۰ درصد قطعات کمتری نسبت به خودروهای پیشرفته رنو دارد و تعداد محدودی دستگاه الکترونیکی دارد. این امر باعث می‌شود خودرو ارزان‌تر تولید شود و تعمیر آن آسان‌تر و ارزان‌تر باشد.
برخی از قطعات نیز بسیار ساده‌تر از قطعات رقبا هستند. به عنوان مثال، آینه بغل‌های آن قرینه هستند و می‌توانند در جای یکدیگر قرار گیرند، جلوپنجره صاف‌تر از حد معمول است و داشبورد از جنس پلاستیک خشک است.
توسعه دهندگان چندین تفاوت بین شرایط جاده و آب و هوا در کشورهای توسعه یافته و در حال توسعه را در نظر گرفته‌اند. سیستم تعلیق لوگان نرم و قوی است و شاسی آن به‌طور قابل توجهی بالاتر از سایر خودروهای جمع و جور قرار می‌گیرد تا به آن کمک کند تا در جاده‌های خاکی و چاله‌ها در جاده‌های آسفالتی که به خوبی نگهداری نشده‌اند، به مشکل برنخورد. موتور آن نیز برای مدیریت سوخت با کیفیت پایین‌تر آماده شده‌است، در حالی که تهویه مطبوع آنقدر قدرتمند است که دما را چندین درجه کاهش دهد (دمای بالای ۴۰ درجه سانتی‌گراد در خاورمیانه و دریای مدیترانه معمول است).

### تیپ‌بندی
در رومانی، لوگان ابتدا در چهار تیپ موجود بود: آمبیانس، پرفرنس، لوریت و آمبیشن. تیپ پایه یا آمبیانس، دارای کیسه هوای راننده، سپرهای هم‌رنگ بدنه به‌صورت اختیاری، قالپاق و قفل برقی درها بود. سطح تریم دوم یا پرفرنس علاوه بر موارد پیشین، شامل کیسه هوای سرنشین، فرمان برقی، شیشه‌های جلوی برقی، رادیو، دو پشت‌سری برای صندلی عقب و قفل از راه دور نیز می‌شد. تریم سوم یا لوریت علاوه بر موارد پیشین، شامل چراغ‌های مه‌شکن جلو، کولر، کامپیوتر سفری، آینه‌های برقی، سه پشت‌سری برای صندلی عقب و صندلی راننده با قابلیت تنظیم چندگانه نیز می‌شد. بالاترین تیپ یا آمبیشن علاوه بر تمام موارد فوق همچنین دارای ترمز ضدقفل ABS، شیشه‌های عقب برقی، دستگاه پخش سی‌دی و رینگ‌های آلیاژی بود. موتور ۱٫۶ لیتری بنزینی تنها با از تیپ پرفرنس به بعد در دسترس بود. در سپتامبر ۲۰۰۵، موتور ۱٫۵ لیتری دیزل معرفی شد که در ابتدا برای تیپ آمبیشن در دسترس نبود. در ژانویه ۲۰۰۶، تریم متوسط جدیدی به نام لوریت پلاس اضافه شد که علاوه بر امکانات تیپ لوریت دارای ترمز ضدقفل ABS، شیشه‌های عقب برقی و دستگاه پخش سی‌دی خور بود. همچنین، موتور دیزلی برای سطح تریم آمبیشن در دسترس قرار گرفت.
در سپتامبر ۲۰۰۶، چندین پیشرفت در تمام تیپ‌ها ارائه شد، مانند دکمه بازکننده در صندوق عقب، دسته دنده جدید، لامپ‌های کریستالی عقب، طراحی‌های جدید برای قالپاق‌ها و رینگ‌های آلیاژی و سه رنگ جدید. همچنین، تیپ برتر پرستیژ معرفی شد که دارای آینه‌های جانبی بزرگتر، سپرها، زه‌های جانبی و دستگیره درهای کاملاً هم‌رنگ بدنه، روکش چرمی دسته دنده و فرمان و همچنین سایر تزئینات داخلی بود. این مدل تنها با یک موتور بنزینی ۱٫۶ لیتری ۱۶ سوپاپ جدید که ۱۰۵ اسب بخار متری (۷۷ کیلووات) تولید می‌کرد در دسترس بود.
در ژوئیه ۲۰۰۷، یک نسخه قدرتمندتر از موتور ۱٫۵ لیتری دیزل اضافه شد که قدرت ۸۵ اسب بخار متری (۶۳ کیلووات) را تولید می‌کرد. این موتور در ابتدا فقط برای مدل استیشن واگن و در تیپ‌های پرفرنس و لوریت در دسترس بود که بعدتر و در سپتامبر ۲۰۰۷، برای نسخه سدان و در تیپ‌های لوریت، آمبیشن و پرستیژ نیز در دسترس قرار گرفت.
در ژوئن ۲۰۰۹، موتور ۱٫۲ لیتری ۱۶ سوپاپ بنزینی جدید برای لوگان و ساندرو اضافه شد. این موتور قادر به تولید حداکثر قدرت ۷۵ اسب بخار متری (۵۵ کیلووات) و گشتاور ۱۰۷ نیوتن متر (۷۹ پوند-فوت) بود.

### ایمنی
در ژوئن ۲۰۰۵، این خودرو در تست تصادف مؤسسه یورو ان‌سی‌ای‌پی به امتیاز سه ستاره دست یافت. این نتیجه انتظارات اولیه اعلام شده توسط رنو را تأیید می‌کرد.
مدل فیس‌لیفت بسته به سطح تجهیزات، به‌صورت استاندارد در برخی از انواع و اختیاری در برخی دیگر، دارای کیسه‌های هوای راننده، سرنشین و جانبی بود. از نظر ایمنی فعال، همه تیپ‌ها دارای آخرین نسل ABS (بوش ۸٫۱) بودند که دارای EBD (توزیع الکترونیکی نیروی ترمز) و EBA (دستیار ترمز اضطراری) نیز بود.

### موتورها
لوگان در ایران فقط با موتور K4M عرضه گردیده‌است اما سایر موتورهای قابل نصب بر روی خودرو طبق جدول زیر است:
| نام          | کد            | حجم        | نوع           | قدرت                                                | گشتاور                                            | سرعت نهایی                             | مصرف سوخت                                                                        |
| ------------ | ------------- | ---------- | ------------- | --------------------------------------------------- | ------------------------------------------------- | -------------------------------------- | -------------------------------------------------------------------------------- |
| ۱٫۰ ۱۶ سوپاپ | D4D Hi-Flex   | ۹۹۹ سی‌سی   | ۱۶ سوپاپ SOHC | ۵۷ کیلووات (۷۷ اسب بخار متری) در ۵۸۵۰ دور در دقیقه  | ۹۹ نیوتن متر (۷۳ پوند-فوت) در ۴۳۵۰ دور در دقیقه   | ۱۶۰ کیلومتر بر ساعت (۹۹ مایل بر ساعت)  | (بنزین/اتانول)                                                                   |
| ۱٫۲ ۱۶ سوپاپ | D4F 732       | ۱٬۱۴۹ سی‌سی | ۱۶ سوپاپ SOHC | ۵۵ کیلووات (۷۵ اسب بخار متری) در ۵۵۰۰ دور در دقیقه  | ۱۰۷ نیوتن متر (۷۹ پوند-فوت) در ۴۲۵۰ دور در دقیقه  | ۱۶۱ کیلومتر بر ساعت (۱۰۰ مایل بر ساعت) | ۵٫۹ لیتر بر ۱۰۰ کیلومتر (۴۸ مایل بر گالون بریتانیایی؛ ۴۰ مایل بر گالون آمریکایی) |
| ۱٫۴ ۸ سوپاپ  | K7J 710       | ۱٬۳۹۰ سی‌سی | ۸ سوپاپ SOHC  | ۵۵ کیلووات (۷۵ اسب بخار متری) در ۵۵۰۰ دور در دقیقه  | ۱۱۲ نیوتن متر (۸۳ پوند-فوت) در ۳۰۰۰ دور در دقیقه  | ۱۶۲ کیلومتر بر ساعت (۱۰۱ مایل بر ساعت) | ۶٫۹ لیتر بر ۱۰۰ کیلومتر (۴۱ مایل بر گالون بریتانیایی؛ ۳۴ مایل بر گالون آمریکایی) |
| ۱٫۶ ۸ سوپاپ  | K7M 710       | ۱٬۵۹۸ سی‌سی | ۸ سوپاپ SOHC  | ۶۴ کیلووات (۸۷ اسب بخار متری) در ۵۵۰۰ دور در دقیقه  | ۱۲۸ نیوتن متر (۹۴ پوند-فوت) در ۳۰۰۰ دور در دقیقه  | ۱۷۵ کیلومتر بر ساعت (۱۰۹ مایل بر ساعت) | ۷٫۳ لیتر بر ۱۰۰ کیلومتر (۳۹ مایل بر گالون بریتانیایی؛ ۳۲ مایل بر گالون آمریکایی) |
| ۱٫۶ ۸ سوپاپ  | K7M Hi-Torque | ۱٬۵۹۸ سی‌سی | ۸ سوپاپ SOHC  | ۷۰ کیلووات (۹۵ اسب بخار متری) در ۵۲۵۰ دور در دقیقه  | ۱۳۸ نیوتن متر (۱۰۲ پوند-فوت) در ۲۸۵۰ دور در دقیقه | ۱۷۵ کیلومتر بر ساعت (۱۰۹ مایل بر ساعت) | (بنزین/اتانول)                                                                   |
| ۱٫۶ ۸ سوپاپ  | K7M Hi-Power  | ۱٬۵۹۸ سی‌سی | ۸ سوپاپ SOHC  | ۷۲ کیلووات (۹۸ اسب بخار متری) در ۵۵۰۰ دور در دقیقه  | ۱۳۸ نیوتن متر (۱۰۲ پوند-فوت) در ۲۸۵۰ دور در دقیقه | ۱۸۲ کیلومتر بر ساعت (۱۱۳ مایل بر ساعت) | (بنزین/اتانول)                                                                   |
| ۱٫۶ ۱۶ سوپاپ | K4M 690       | ۱٬۵۹۸ سی‌سی | ۱۶ سوپاپ DOHC | ۷۷ کیلووات (۱۰۵ اسب بخار متری) در ۵۷۵۰ دور در دقیقه | ۱۴۸ نیوتن متر (۱۰۹ پوند-فوت) در ۳۷۵۰ دور در دقیقه | ۱۸۳ کیلومتر بر ساعت (۱۱۴ مایل بر ساعت) | ۷٫۱ لیتر بر ۱۰۰ کیلومتر (۴۰ مایل بر گالون بریتانیایی؛ ۳۳ مایل بر گالون آمریکایی) |
| ۱٫۶ ۱۶ سوپاپ | K4M Hi-Flex   | ۱٬۵۹۸ سی‌سی | ۱۶ سوپاپ DOHC | ۸۲ کیلووات (۱۱۱ اسب بخار متری) در ۵۷۵۰ دور در دقیقه | ۱۵۲ نیوتن متر (۱۱۲ پوند-فوت) در ۳۷۵۰ دور در دقیقه | ۱۸۵ کیلومتر بر ساعت (۱۱۵ مایل بر ساعت) | (بنزین/اتانول)                                                                   |
| ۱٫۵ dCi      | K9K 792       | ۱٬۴۶۱ سی‌سی | ۸ سوپاپ SOHC  | ۵۰ کیلووات (۶۸ اسب بخار متری) در ۴۰۰۰ دور در دقیقه  | ۱۶۰ نیوتن متر (۱۱۸ پوند-فوت) در ۱۷۰۰ دور در دقیقه | ۱۵۸ کیلومتر بر ساعت (۹۸ مایل بر ساعت)  | ۴٫۹ لیتر بر ۱۰۰ کیلومتر (۵۸ مایل بر گالون بریتانیایی؛ ۴۸ مایل بر گالون آمریکایی) |
| ۱٫۵ dCi      | K9K 796       | ۱٬۴۶۱ سی‌سی | ۸ سوپاپ SOHC  | ۶۳ کیلووات (۸۶ اسب بخار متری) در ۳۷۵۰ دور در دقیقه  | ۲۰۰ نیوتن متر (۱۴۸ پوند-فوت) در ۱۹۰۰ دور در دقیقه | ۱۶۷ کیلومتر بر ساعت (۱۰۴ مایل بر ساعت) | ۴٫۶ لیتر بر ۱۰۰ کیلومتر (۶۱ مایل بر گالون بریتانیایی؛ ۵۱ مایل بر گالون آمریکایی) |

### تولید و بازاریابی

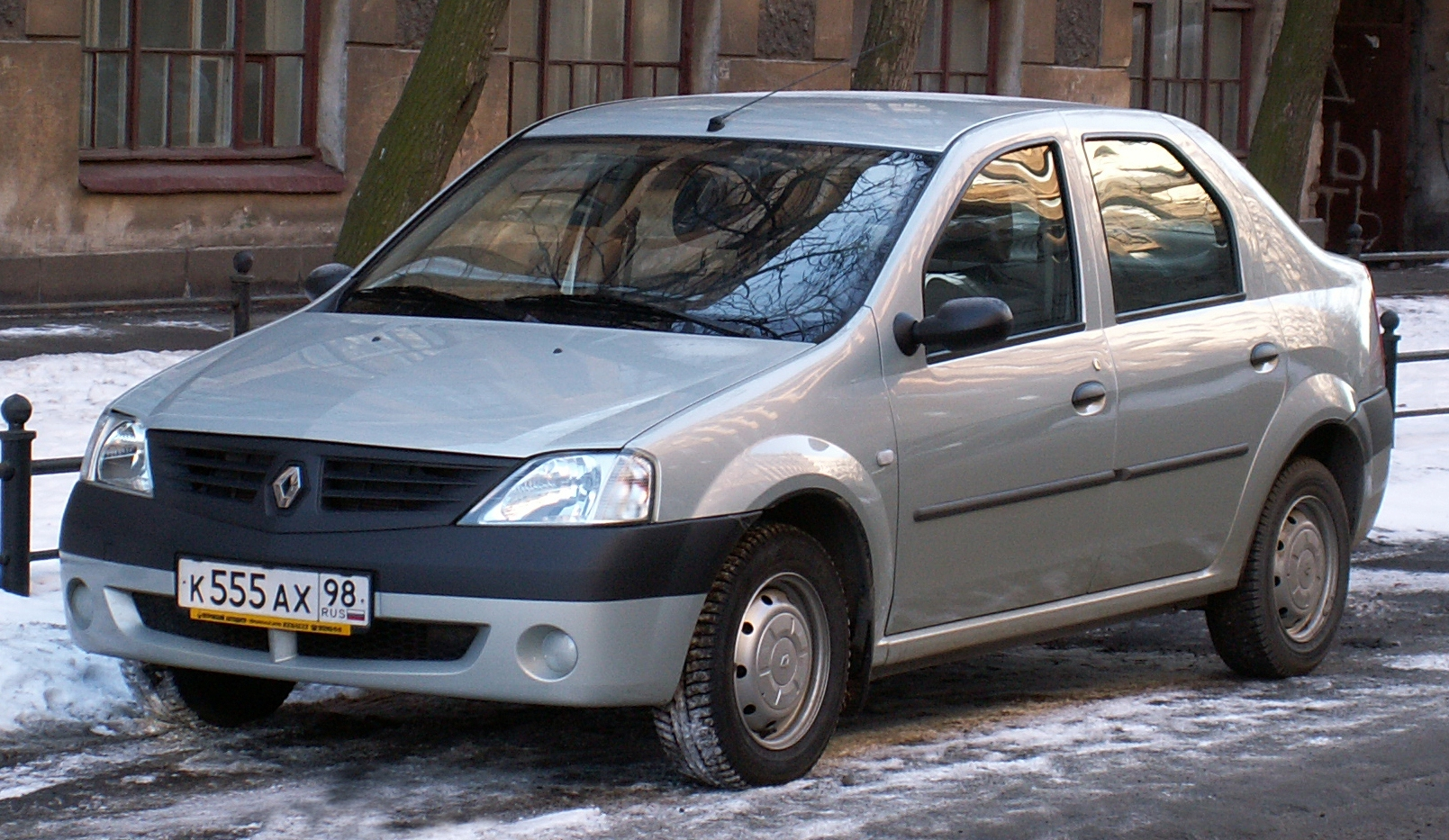
رنو لوگان مونتاژشده توسط آوتوفراموس (روسیه)

لوگان که در برنامه افزایش فروش گروه رنو به مرز ۴ میلیون تا سال ۲۰۱۰ نقش کلیدی را ایفا می‌کرد؛ در ۹ مرکز تولید و مونتاژ اصلی تولید می‌شد: رومانی (اتومبیل داچیا)، کارخانه آزمایشی برنامه لوگان، روسیه (آوتوفراموس)، مراکش (سوماکا)، کلمبیا (سوفاسا)، ایران (دو کارخانه مونتاژ، رنو پارس)، هند (ماهیندرا)، برزیل (رنو دو برزیل) و آفریقای جنوبی (نیسان آفریقای جنوبی).

#### تولید
تولید لوگان با مدل سدان ۴ در آغاز شد و سپس مدل استیشن واگن در سپتامبر ۲۰۰۶ عرضه شد. چهار مدل دیگر شامل وانت، پانل ون، هاچ‌بک مرتبط (داچیا ساندرو) و سدان فیس‌لیفت شده نیز متعاقباً در سال‌های ۲۰۰۷ و ۲۰۰۸ دنبال شدند. فروش شرکت داچیا سال ۲۰۰۶ بیش از ۱٫۵ میلیارد یورو بود که ۱۹٫۶ درصد بیشتر از سال ۲۰۰۵ بود. تا مارس ۲۰۰۹، بیش از ۱٫۳ میلیون دستگاه خودرو بر اساس پلت‌فرم لوگان در سراسر جهان فروخته شده‌است. در ۳ سپتامبر ۲۰۰۹، اعلام شد که یک میلیون خودروی داچیا بر روی پلتفرم لوگان X90 در کارخانه میوه تولید شده‌است: ۵۷۶٬۸۸۷ لوگان، ۲۴۶٬۸۶۹ لوگان ام‌سی‌وی، ۱۴۴٬۹۳۱ ساندرو و ساندرو استپ وی، ۱۹٬۸۹۷ لوگان ون و ۱۱٬۴۱۶ و لوگان وانت.
یکی از دلایل افزایش فروش، قابل اعتماد بودن خودروهای داچیا است. در یک نظرسنجی که توسط یک مجله فرانسوی انجام شد، خودروهای داچیا به عنوان یکی از ایمن‌ترین خودروهای فرانسه انتخاب شدند. دلیل دیگر آن نیز هزینه نگهداری و تعمیر پایین آنهاست. طبق این نظرسنجی، خودروهای داچیا ارزان‌ترین خودروها برای نگهداری و تعمیر بودند. در آلمان، داچیا در رتبه دوم مطالعه رضایت مالکان خودرو در سال ۲۰۱۰ که توسط جی دی پاور و شرکا در ژوئن ۲۰۱۰ منتشر شد، قرار گرفت.

#### مدل‌های داچیا
این خودرو در اغلب بازارهایی که رنو در آنها حضور داشت مانند اروپا (به‌جز روسیه)، ترکیه، مراکش و شیلی به‌طور کلی با نام داچیا لوگان به فروش می‌رسید.

#### مدل‌های رنو و نیسان
استثناها عبارتند از آفریقای جنوبی، آرژانتین، روسیه، اوکراین، کلمبیا، اکوادور، اسرائیل، مصر، برزیل، شیلی، پرو، عربستان سعودی، هند، نپال و ونزوئلا که به عنوان رنو لوگان به بازار عرضه می‌شد. علاوه بر این، در بازار مکزیک، با توجه به شهرت بهتر برند ژاپنی و شناخته شدن برند قوی‌تر خود نیسان در بازار مکزیک، لوگان به عنوان نیسان آپریو فروخته شد. نیسان آپریو دارای موتور ۱٫۶ لیتری ۱۶ سوپاپ چهارسیلندر خطی با جعبه‌دنده دستی ۵ سرعته یا جعبه‌دنده خودکار ۴ سرعته است و در برزیل مونتاژ شده‌است. آپریو بعداً در اوت ۲۰۱۰ به دلیل کاهش فروش از بازار مکزیک خارج شد و ورسا با مدل سال ۲۰۱۲ جای آن را گرفت.
لوگان در برزیل از سال ۲۰۰۷ و توسط رنو در کارخانه ساو خوزه دوس پینهایس تولید می‌شد و مدل فیس لیفت آن در سال ۲۰۱۰ معرفی شد.

در آفریقای جنوبی، تنها مدل وانت در کارخانه نیسان در راسلین،  از سال ۲۰۰۹ تولید می‌شود.

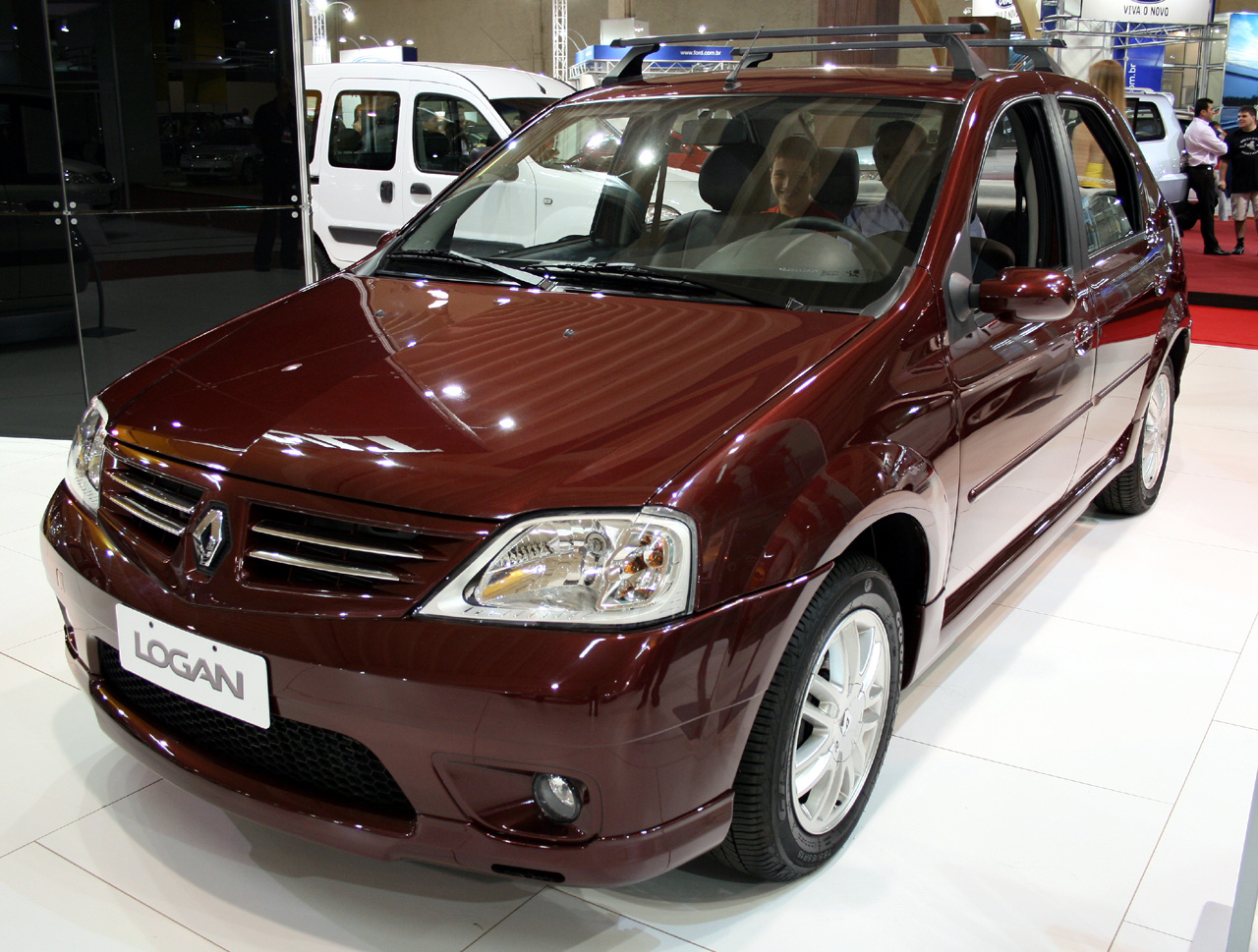
رنو لوگان ۲۰۰۷ (برزیل)
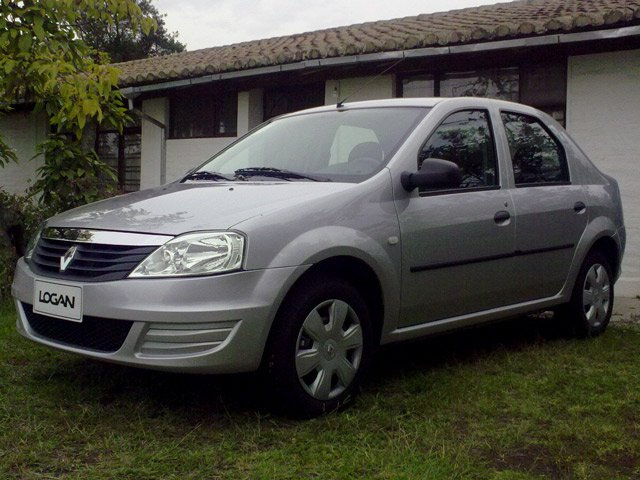
رنو لوگان ۲۰۱۱ (اکوادور)
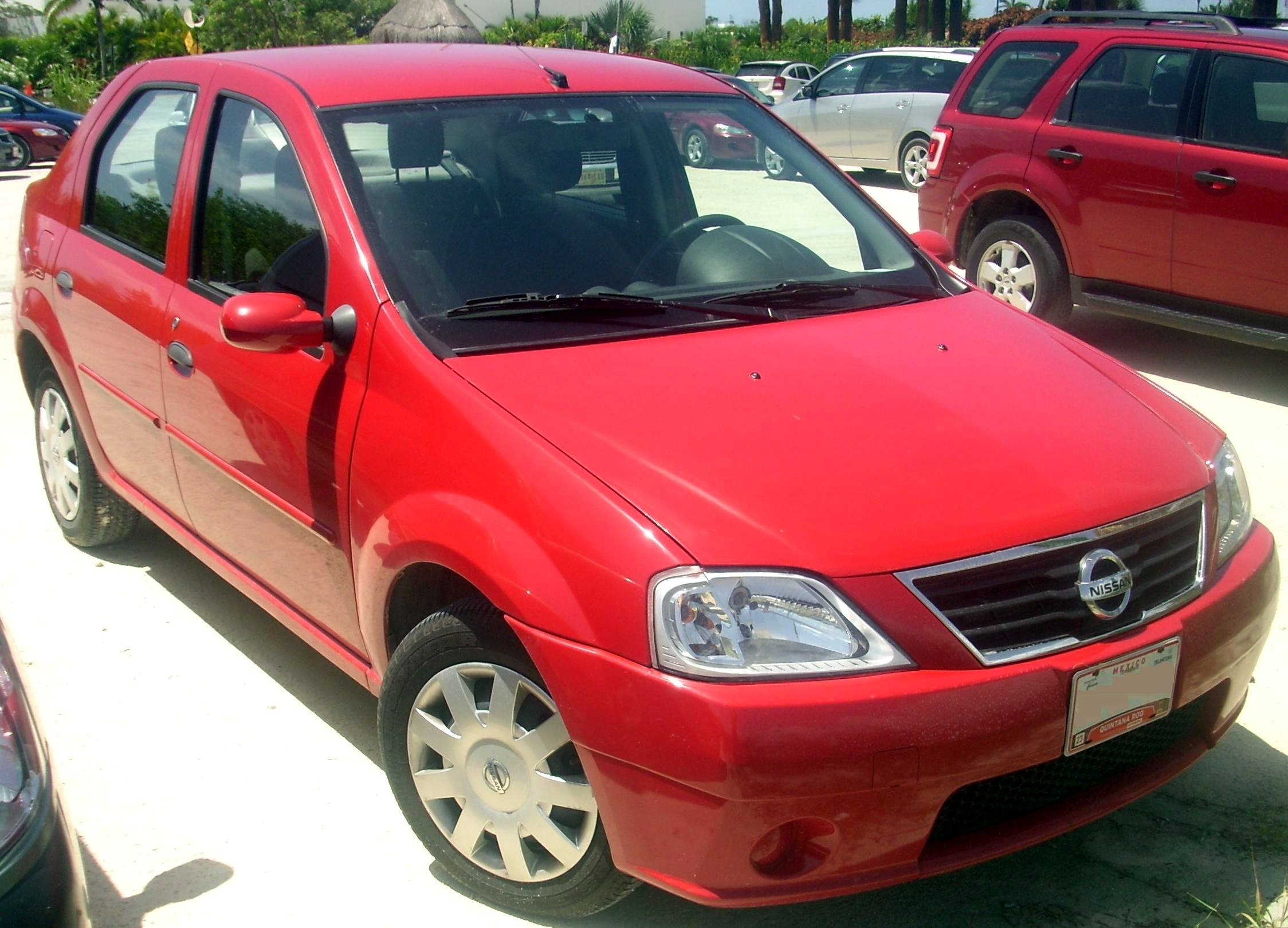
نیسان آپریو ۲۰۰۸ (مکزیک)

#### هند
در هند، لوگان با نام ماهیندرا رنو لوگان به بازار عرضه شد. در سال ۲۰۰۵، رنو با شرکت هندی ماهیندرا و ماهیندرا (M&M) وارد شراکت شد. لوگان در آوریل ۲۰۰۷ در هند و با همکاری ماهیندرا عرضه شد. ماهیندرا به رنو کمک کرد تا ۱۵ درصد هزینه‌ها را کاهش دهد. هند اولین بازار فرمان راست برای لوگان بود. از آن زمان تاکنون بیش از ۴۴۰۰۰ دستگاه از این خودرو در بازار هند به فروش رسید و ۲۶۰۰ دستگاه دیگر نیز در نپال و آفریقای جنوبی که M&M در آنجا نیز مجوز فروش لوگان را داشت فروخته شد. در آوریل ۲۰۱۰، اعلام شد که ماهیندرا ۴۹ درصد از سهم رنو را در سرمایه‌گذاری مشترک ماهیندرا و رنو خریداری کرده‌است. قرارداد جدید به M&M انعطاف بیشتری در مهندسی خودرو برای مطابقت با نیازهای مصرف‌کننده هندی داد. لوگان تا پایان مارس ۲۰۱۱ با نشان ماهیندرا-رنو به بازار عرضه شد.

##### ماهیندرا وریتو

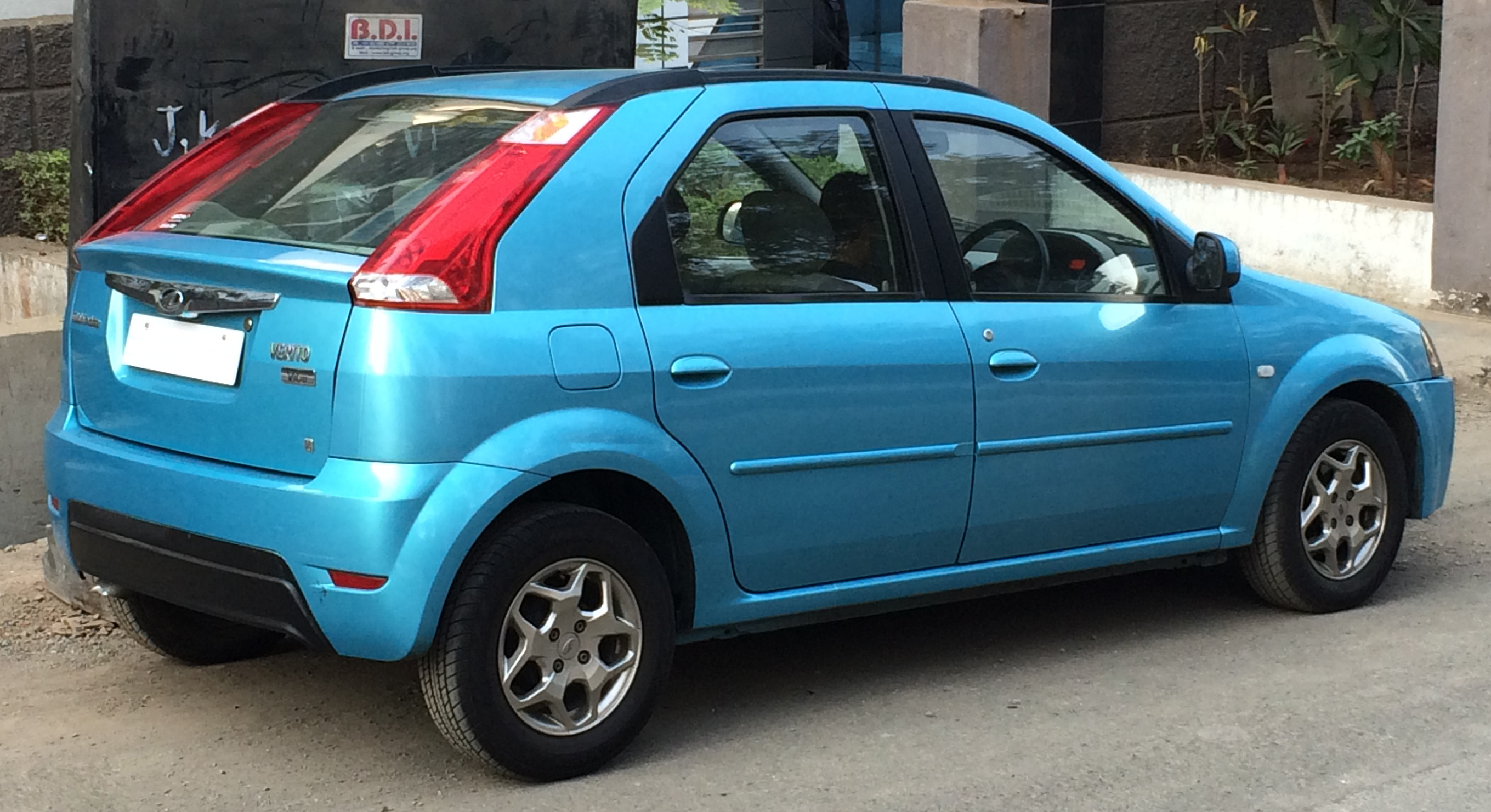
ناچ بک ماهیندرا وریتو وایب برگرفته از مدل لوگان

پس از انحلال جوینت ونچر هند بین رنو هند و M&M در سال ۲۰۱۰، ماهیندرا حق تولید و فروش لوگان را با نام ماهیندرا وریتو و با تغییرات جزئی در قسمت جلو، اما با همان موتورهای دیزلی رنو حفظ کرد. در ۲۶ ژوئیه ۲۰۱۲، مدل فیس‌لیفت این خودرو توسط ماهیندرا در دهلی نو معرفی شد و در ۵ ژوئن ۲۰۱۳، مدل ناچ‌بک آن با نام ماهیندرا وریتو وایب در بمبئی معرفی شد. تولید این خودرو در هند در ۳۱ دسامبر ۲۰۱۹ متوقف شد.
نسخه الکتریکی سدان وریتو و نسخه ناچ‌بک آن با نام ماهیندرا ئی‌وریتو از سال ۲۰۱۶ در بازار هند عرضه شد. تولید این مدل نیز در ۳۱ دسامبر ۲۰۱۹ متوقف شد.

#### ایران

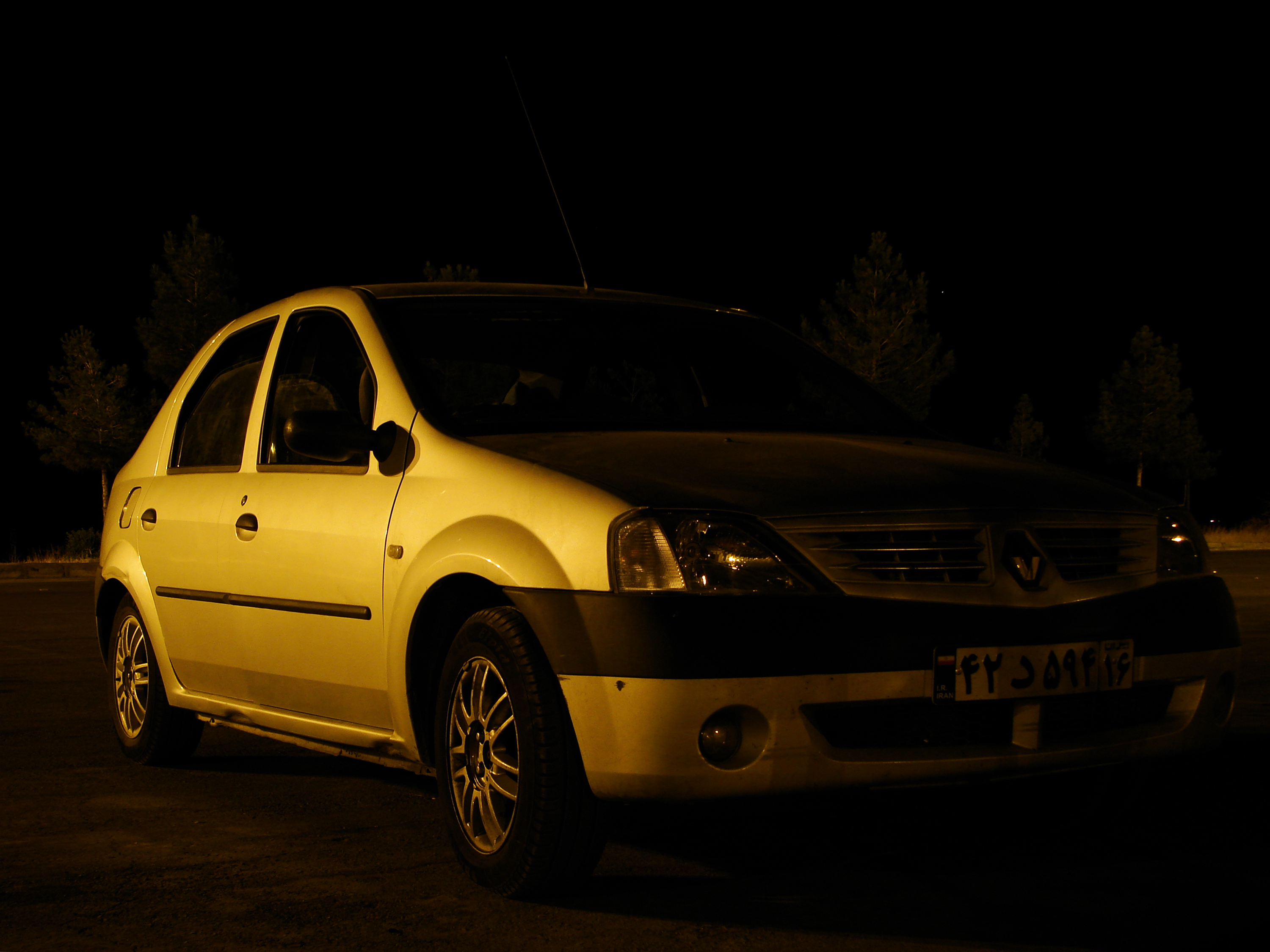
رنو تندر ۹۰

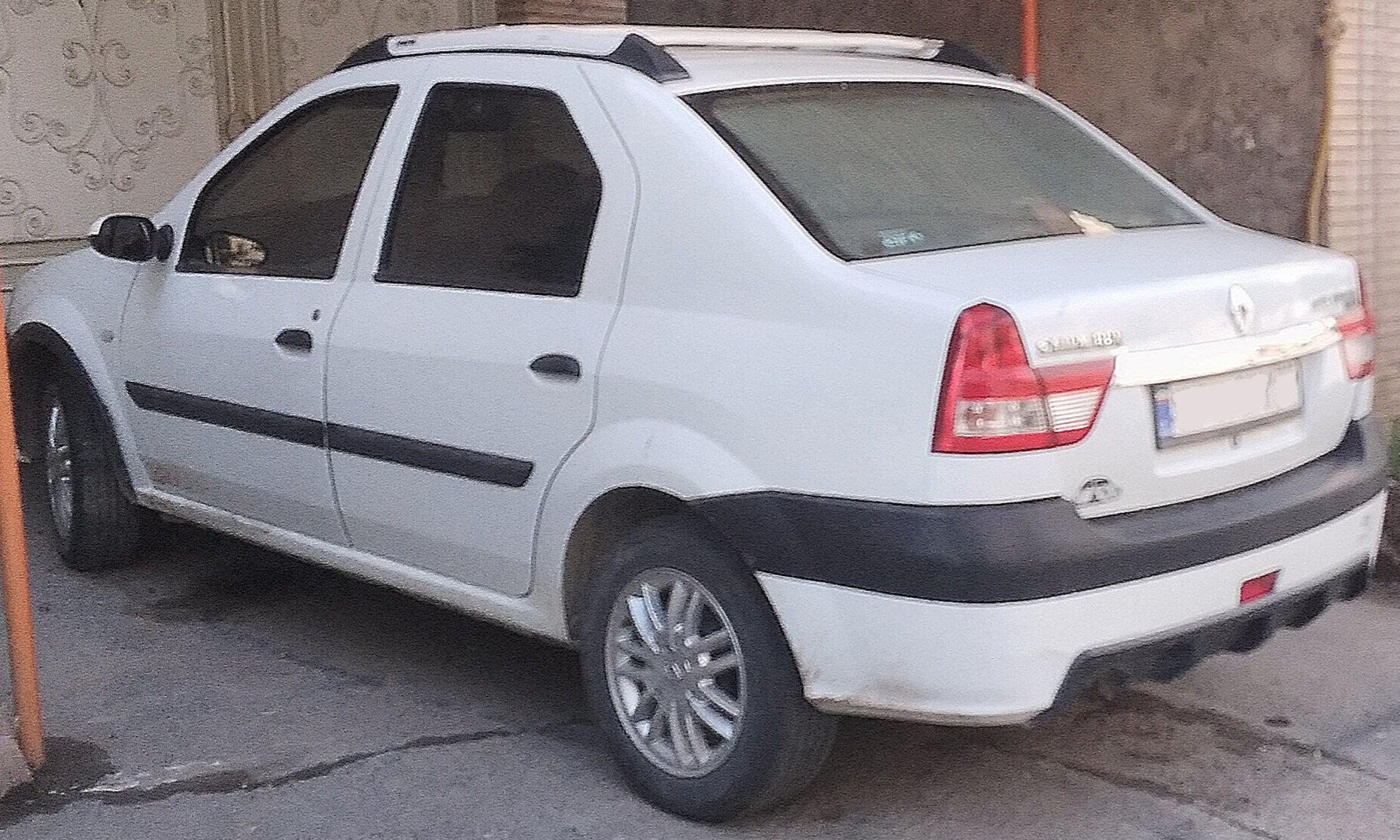
رنو پارس تندر

مسئولان وزارت صنایع دولت خاتمی امضای قرارداد ال-۹۰ را برگی زرین در کارنامه خویش قلمداد می‌کردند و به گفته آن‌ها پروژه ال۹۰ بزرگ‌ترین سرمایه‌گذاری خارجی صنعت ایران پس از انقلاب است. ارزش کل سرمایه‌گذاری در دو فاز ۵/۱ میلیارد دلار پیش‌بینی شده که فاز نخست آن ۷۵۰ میلیون دلار ارزش دارد و بر این اساس قرار بود تولید ال۹۰ با ساخت داخل حداقل ۵۰ درصد طی ۳ سال به ۸۰ درصد برسد. به هر حال، آن‌ها سعی می‌کردند هر مانعی که ممکن بود تولید این خودرو را با اشکال مواجه کند را از میان بردارند. یکی از مهم‌ترین موانع را مرکز پژوهش‌های مجلس و با فرماندهی احمد توکلی برای آن‌ها ایجاد کرد.
با آمدن دولت احمدی‌نژاد بر سر کار و قوام نسبی دولت او علیرضا طهماسبی دستور توقف تولید ال۹۰ را داد. مصطفی سیدهاشمی رئیس کمیسیون صنایع و معادن مجلس شورای اسلامی اولین کسی بود که روز سه شنبه ۲۹ فروردین ۱۳۸۵ در گفت وگو با خبرگزاری فارس از توقف تولید ال۹۰ خبرداده بود. به گفته او «وزیر صنایع طی نامه ای به شرکت پارس خودرو و ایران خودرو و سایپا دستور توقف ال۹۰ را صادر کرده است. وزیر صنایع در این نامه اعلام کرده در جهت تحقق مفاد قرارداد از طرف کشور خارجی این پروژه متوقف شود». اندکی از پخش این خبر نگذشته بود که مدیرکل روابط عمومی وزارت صنایع که تنها یک روز از آغاز کارش می‌گذشت این خبر را تأیید کرد و گفت که دستور توقف پروژه ال۹۰ از سوی وزیر صنایع و معادن صادر شده و تا زمانی که شرکت رنو نظرات این وزارتخانه در مورد پروژه ال۹۰ را تأمین نکند اجرای این پروژه همچنان متوقف خواهد بود و اجرایی شدن این قرارداد منوط به تأمین خواسته‌ها و شروط ایران است.
روابط عمومی شرکت رنو پارس درخصوص توقف این پروژه اعلام کرد که شرکت رنو سه مورد از چهار مورد اصلاحات موردنظر ایران در پروژه ال ۹۰ را اعمال کرده و در مورد محور چهارم نیز که به بخش صادراتی این پروژه مربوط می‌شود، مذاکرات در جریان است؛ در همین حال خبرگزاری ایسنا در گزارش روز چهارشنبه خود راجع به توقف ال۹۰ از وجود نامه ای خبر داد که وزیر صنایع و معادن به رئیس سازمان گسترش و نوسازی صنایع ایران فرستاده بود تا پروژه ال۹۰ را متوقف کند. ایسنا در ادامه دلیل استعفای دانش فهیم از ریاست هیئت مدیره رنوپارس را همین دستور اعلام نمود و البته این استعفا از سوی وزیر پذیرفته شده بود.
در سال ۱۳۸۶، لوگان با نام تجاری رنو تندر ۹۰ (که رنو ال۹۰ نیز نامیده می‌شود)، توسط رنو پارس به بازار ایران عرضه شد. ال۹۰ در ایران در شرکت‌های ایران خودرو و پارس خودرو و سایپا در سه تیپ E0 ،E1 و E2 و پنج رنگ نقره‌ای، سفید، مشکی، زرشکی و دلفینی تولید می‌شد. در ماه اول تولید بیش از ۱۰۰ هزار دستگاه تندر ۹۰ سفارش داده شده بود. رنو پارس یک سرمایه‌گذاری مشترک است که ۵۱ درصد آن متعلق به رنو فرانسه است و ۴۹ درصد دیگر آن به‌طور مشترک در اختیار سازمان گسترش و نوسازی صنایع ایران، ایران خودرو و سایپا است.
در سال ۱۳۸۷ شرکت‌های ایران خودرو و پارس خودرو و سایپا شروع به تولید مدل دوگانه‌سوز تندر ۹۰ کردند که می‌توانست با بنزین و سی‌ان‌جی کار کند. تولید مدل‌های دوگانه‌سوز در سال ۱۳۹۱ متوقف شد.
در سال ۱۳۹۲ شرکت ایران خودرو شروع به تولید تندر ۹۰ با گیربکس اتوماتیک کرد و آن را مطابق با استانداردهای یورو ۴ قرار داد و تا سال ۱۳۹۶ تولید شد.
شرکت پارس خودرو اقدام به تولید مدلی ویرایش یافته از این خودرو تحت عنوان «پارس تندر» از سال ۱۳۹۱ نموده‌است. عمده‌ترین تغییر در این طراحی، تغییر نمای عقب خودرو و بهبود وزن آن بوده‌است. تولید این مدل در سال ۱۳۹۸ متوقف شد.
شرکت ایران خودرو هم در سال ۱۳۹۶ از نمونه‌ای فیس‌لیفت شده از این خودرو تحت نام «تندر پلاس» پرده برداشت که در واقع مدل فیس لیفت ۲۰۰۸ رنو لوگان است. این فیس‌لیفت در واقع تغییراتی بر روی در صندوق، جلو پنجره، چراغ‌های جلو و عقب، سپرهای جلو و عقب، آینه بغل‌ها و در نهایت تریم داخلی آن که با رنو ساندرو مشترک است، بود. در سال ۱۳۹۹ تولید این مدل متوقف شد. در سال ۱۳۹۳ مدل وانت تندر ۹۰ نیز توسط ایران خودرو عرضه شده‌است و در سال ۱۳۹۷ تولید آن متوقف شد.
در سال ۱۳۹۶ رنو بر روی تندر ۹۰ ایرانی گیربکس JHQ را به‌جای مدل قدیمی‌تر JH3 قرار داد تا خودرو قابل اعتمادتر بشود.

##### پارس نوآ
در سال ۱۳۹۷ و پس از خروج آمریکا از برجام، رنو از بازار ایران خارج شد؛ بنابراین پروژهٔ تولید لوگان بدون حضور رنو با نام P90 مطرح شد. سایپا در ۲۸ فروردین ۱۴۰۲ از نسخه فیس‌لیفت داچیا لوگان را با نام کادیلا رونمایی کرد. نام این خودرو بعداً به پارس آریا و سپس پارس نوآ تغییر داده شد. کادیلا از موتور ۱٫۶ لیتری سایپا ME16 بهره می‌برد که در واقع نسخه به‌روز شده موتور PSA TU5 است که علاوه بر کادیلا، در سایپا شاهین هم نصب می‌شود. این موتور در شرایط مطلوب ۱۱۵ اسب بخار توان در ۵۸۰۰ دور در دقیقه و ۱۴۷ نیوتون-متر گشتاور در ۴۲۰۰ دور در دقیقه تولید می‌کند و همچنین از فناوری سامانه سوپاپ متغیر و استاندارد آلایندگی یورو ۵ بهره می‌برد.
در تمام تیپ‌های پارس نوآ امکاناتی از قبیل فرمان کمکی برقی، تریم داخلی چرم مصنوعی، چراغ روشنایی روز، دوربین و سنسور پارک عقب، نمایشگر لمسی، شیشه‌ها و آینه‌های جانبی برقی، سنسور فشار باد تایرها، دو کیسه هوا، تهویه اتوماتیک، ترمزهای دیسکی جلو و کاسه‌ای عقب، کامپیوتر سفری، سامانه کنترل پایداری الکترونیکی و سامانه کنترل شروع حرکت در سربالایی وجود دارند؛ با این حال در نسخه‌های کامل‌تر امکاناتی چون سانروف، کروز کنترل، محدود کنندهٔ سرعت، شیشه‌های دودی عقب و استارت دکمه‌ای نیز وجود دارند.

### لوگان MCV
لوگان MCV (خودروی چندگانه دلپذیر، Multi Convivial Vehicle)، که در نمایشگاه خودرو پاریس ۲۰۰۶ معرفی شد، نسخه استیشن واگن لوگان است. این خودرو دارای نسخه‌های ۵ یا ۷ صندلی، با فضای بار بین ۲۰۰ تا ۲۳۵۰ لیتر بسته به تعداد صندلی‌های تا شده و فضاهای ذخیره‌سازی متعدد برای اشیاء کوچکتر است. فاصله بین دو محور این مدل ۲۷۵ میلیمتر (۱۰٫۸ اینچ) بیشتر از مدل سدان است و از درهای عقب بزرگتر برای دسترسی آسان به ردیف سوم صندلی‌ها بهره می‌برد. این مدل از همان موتورهای مدل سدان استفاده می‌کند. پیشرفت مهم این مدل در دسترس بودن کیسه هوای جانبی بود. رقیب‌هایی برای آن در نظر گرفته شده‌است کامپکت ام‌پی‌وی‌هایی با ابعاد مشابه و ظرفیت ۷ صندلی هستند.
فروش این مدل در بازار رومانی در اکتبر ۲۰۰۶ با قیمت‌های بین ۸۲۰۰ یورو و ۱۲۵۵۰ یورو آغاز شد؛ در حالی که فروش آن در کشورهای دیگر در اوایل سال ۲۰۰۷ آغاز شد. نسخه اصلاح شده، با چراغ‌ها و سپر جدید مشابه مدل سدان لوگان جدید در اواخر سال ۲۰۰۸ عرضه شد. تا ژوئن ۲۰۱۰، داچیا بالغ بر ۳۰۰ هزار دستگاه لوگان MCV تولید کرد.
از سال ۲۰۱۲، این خودرو همچنین در روسیه توسط شرکت آوتوواز و با نام تجاری لادا لارگوس و پس از معرفی در نمایشگاه بین‌المللی خودروی مسکو ۲۰۱۰ به عنوان لادا پراجکت R90، تولید می‌شود. این خودرو همچنین در نسخه‌ای با تزئینات بدنه پلاستیکی به رنگ مشکی به عنوان لارگوس کراس ارائه می‌شود.

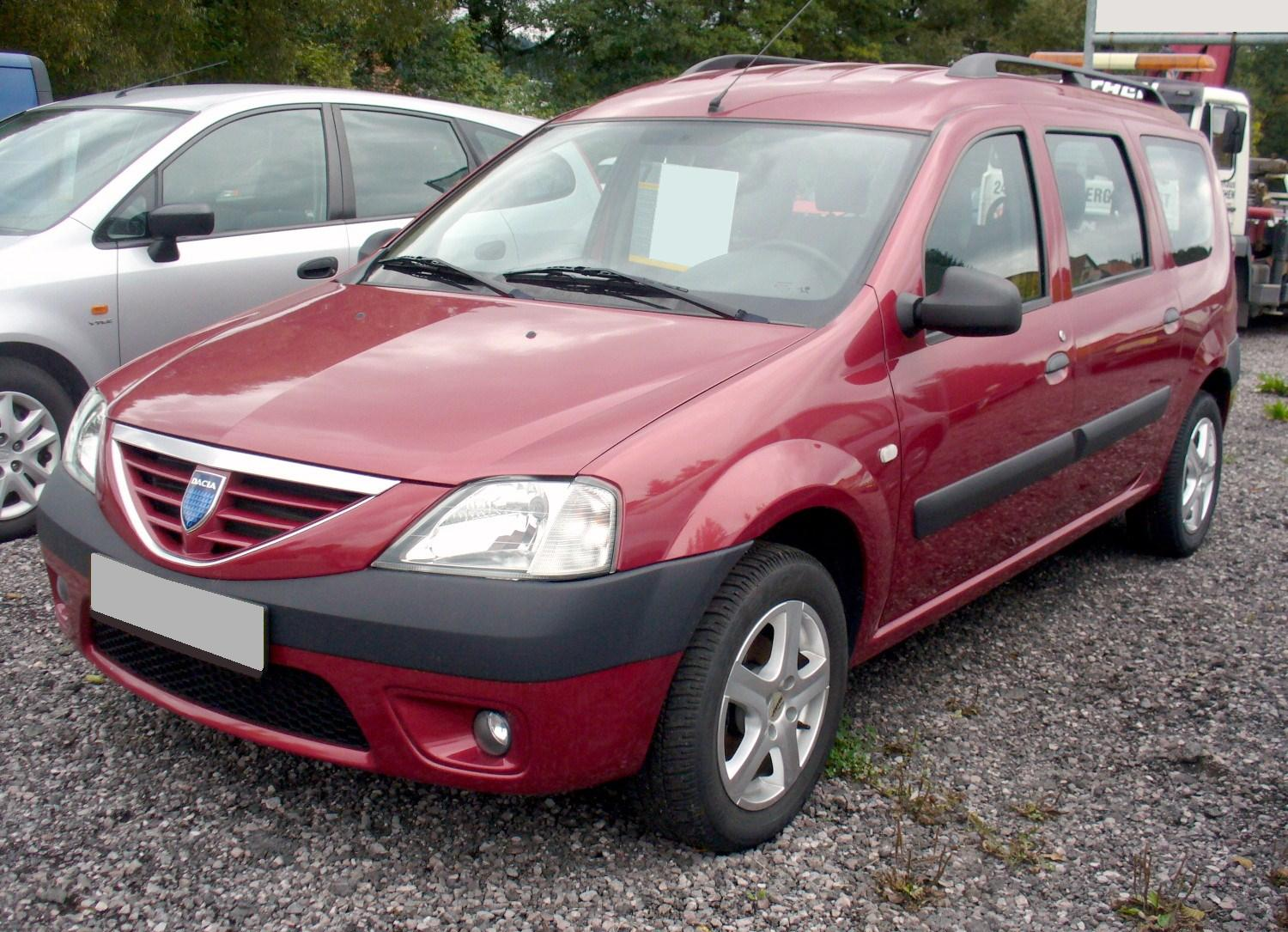
داچیا لوگان MCV (پیش از فیس‌لیفت)
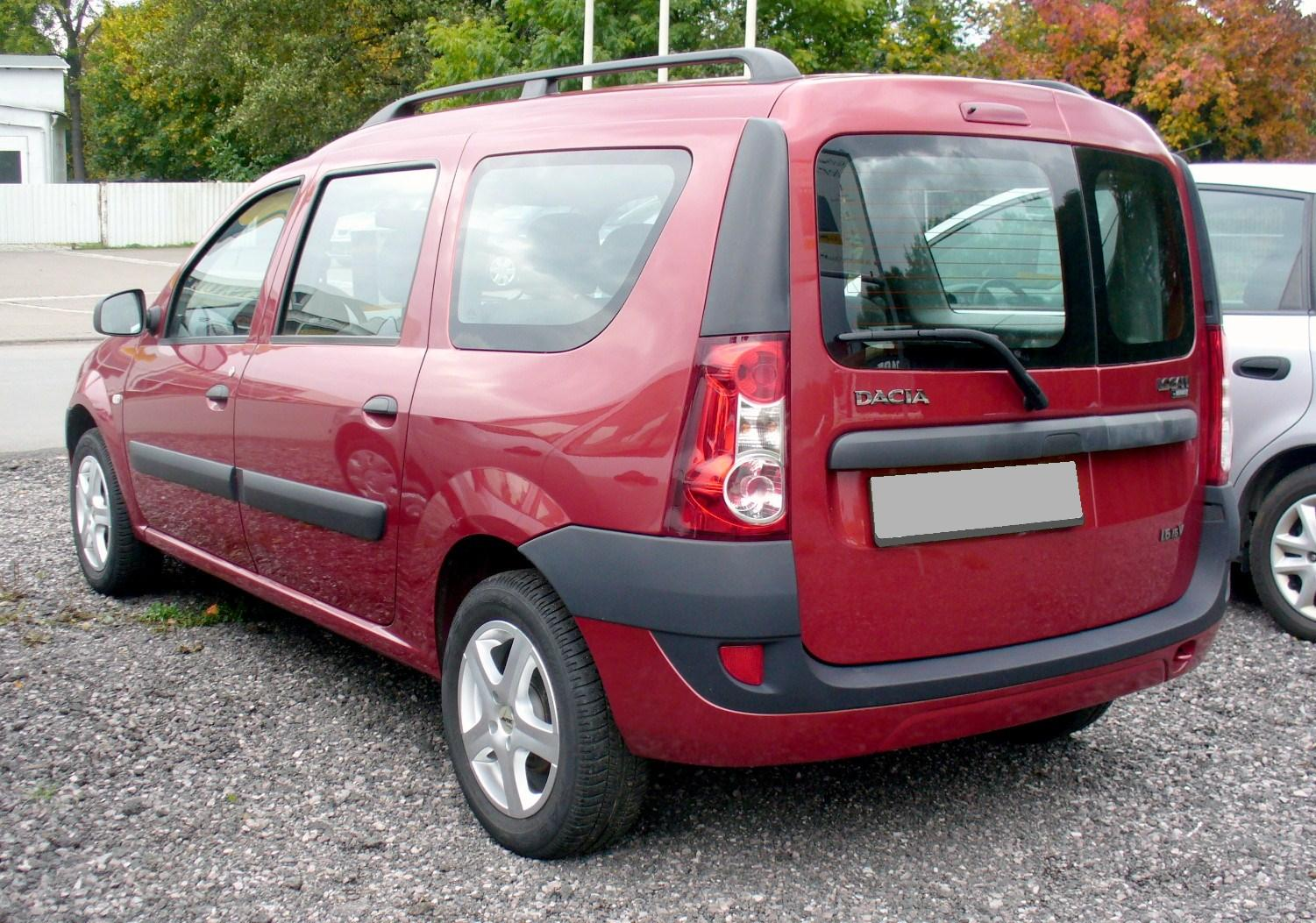
داچیا لوگان MCV (پیش از فیس‌لیفت)
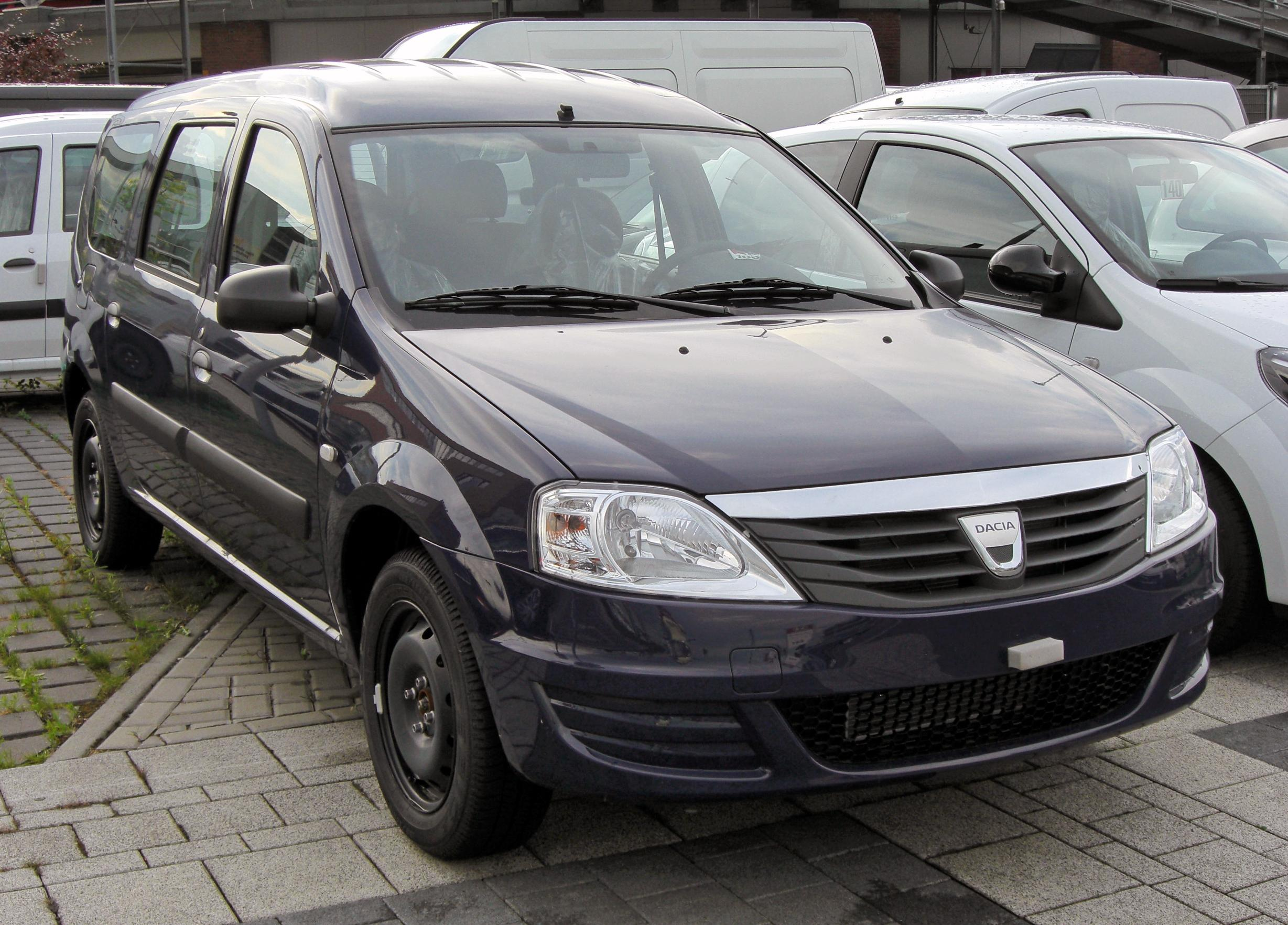
داچیا لوگان MCV (فیس‌لیفت)
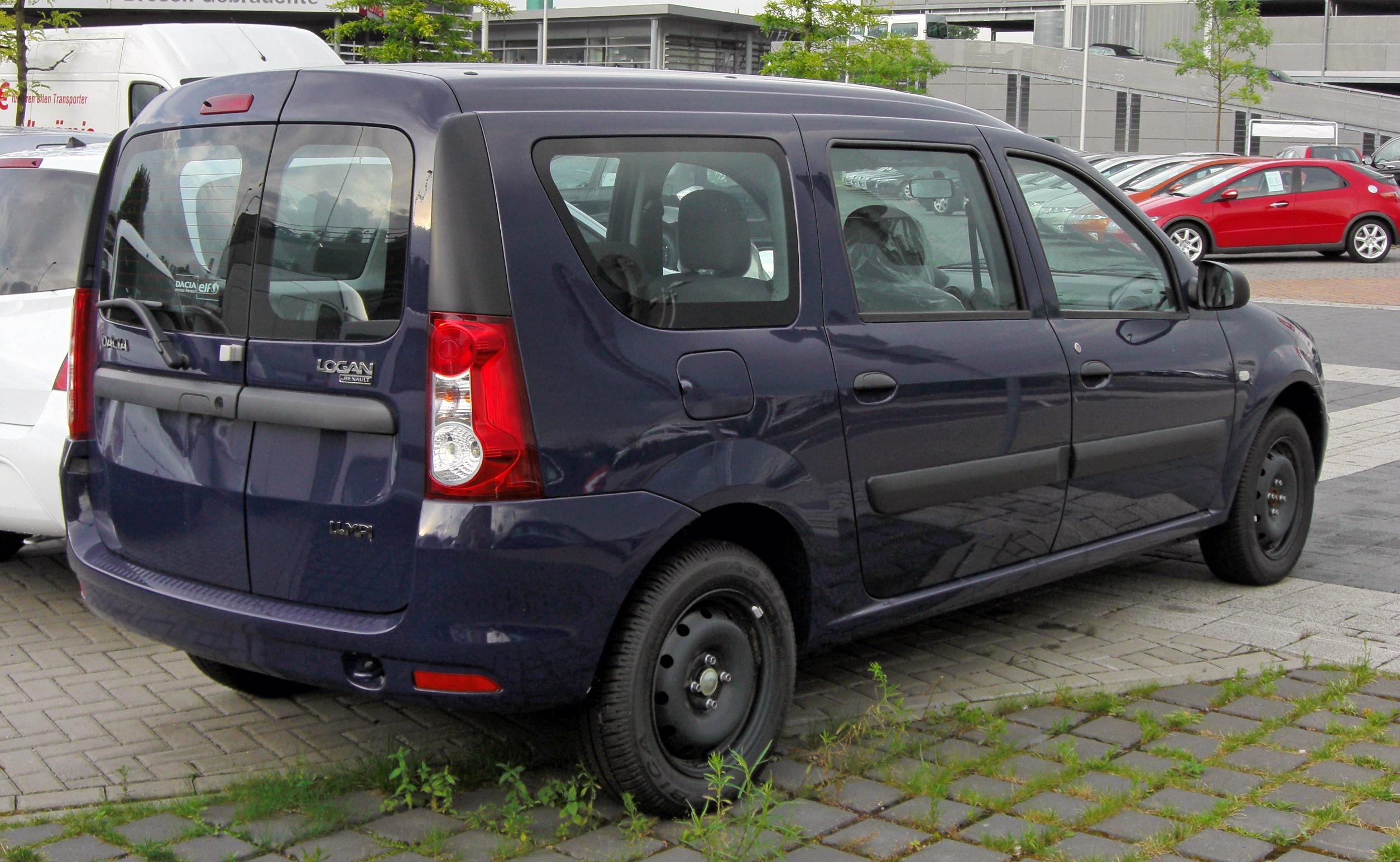
داچیا لوگان MCV (فیس‌لیفت)

### لوگان ون

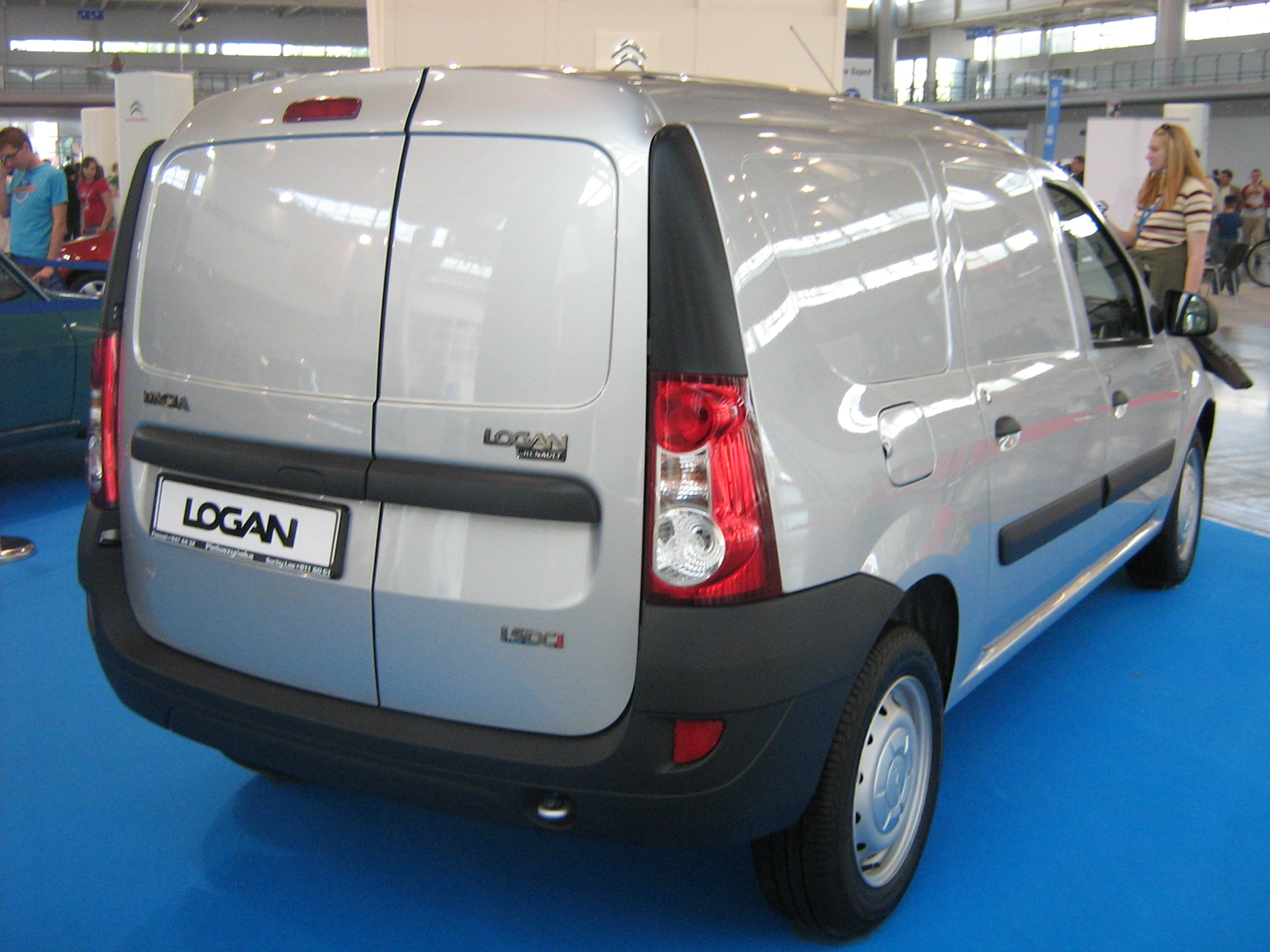
داچیا لوگان ون

مدل پانل ون لوگان در ۲۳ ژانویه ۲۰۰۷ در بخارست معرفی شد. این خودرو یک وسیله نقلیه تجاری کوچک است، با فضای بارگیری ۲۵۰۰ لیتر و حداکثر وزن بار ۸۰۰ کیلوگرم. لوگان ون کم و بیش یک MCV بدون شیشه‌های جانبی عقب است و به همین دلیل دارای همان ویژگی‌های ایمنی است و از موتورهای مشابه با مدل‌های دیگر (به جز موتور ۱٫۶ ۱۶ سوپاپ) استفاده می‌کند. تولید این مدل در اوت ۲۰۱۲ متوقف شد. از زمان عرضه آن، بیش از ۵۳ هزار دستگاه از آن تولید شده‌است. نسخه پانل ون همچنان با نام تجاری لادا در آوتوواز تولید می‌شود.

### لوگان وانت
مدل وانت لوگان بر اساس مدل MCV، در ۱۰ سپتامبر ۲۰۰۷ (۴ اکتبر ۲۰۰۷ در نمایشگاه بین‌المللی اتومبیل بخارست) معرفی و جایگزین داچیا پیک‌آپ شد. فروش آن در رومانی در سال ۲۰۰۸ آغاز شد و قیمت آن بین ۷۳۰۰ تا ۹۴۵۰ یورو بود.
از اکتبر ۲۰۰۸، لوگان وانت در آفریقای جنوبی با نام نیسان NP200 فروخته می‌شود. که از نظر ظاهری شبیه به مدل اصلی در زمان عرضه است. این مدل در اوایل سال ۲۰۰۹ یک فیس لیفت سبک دریافت کرد. این خودرو در کارخانه نیسان در حوالی پرتوریا و در کنار رنو ساندرو ساخته می‌شود و به چندین کشور آفریقای جنوبی همچون زیمبابوه، موزامبیک، نامیبیا، زامبیا، کنیا، اوگاندا، سیشل و بوتسوانا صادر می‌شود. در سال ۲۰۲۱، نیسان آفریقای جنوبی همچنان به ارائه مدل وانت ادامه می‌دهد.
تولید مدل وانت توسط داچیا در ژوئیه ۲۰۱۲ متوقف شد و تا سالیان سال بدون جانشین ماند؛ تا این که اکتبر ۲۰۲۰ داچیا یک مدل وانت جدید با نام داچیا داستر پیک‌آپ را معرفی کرد.

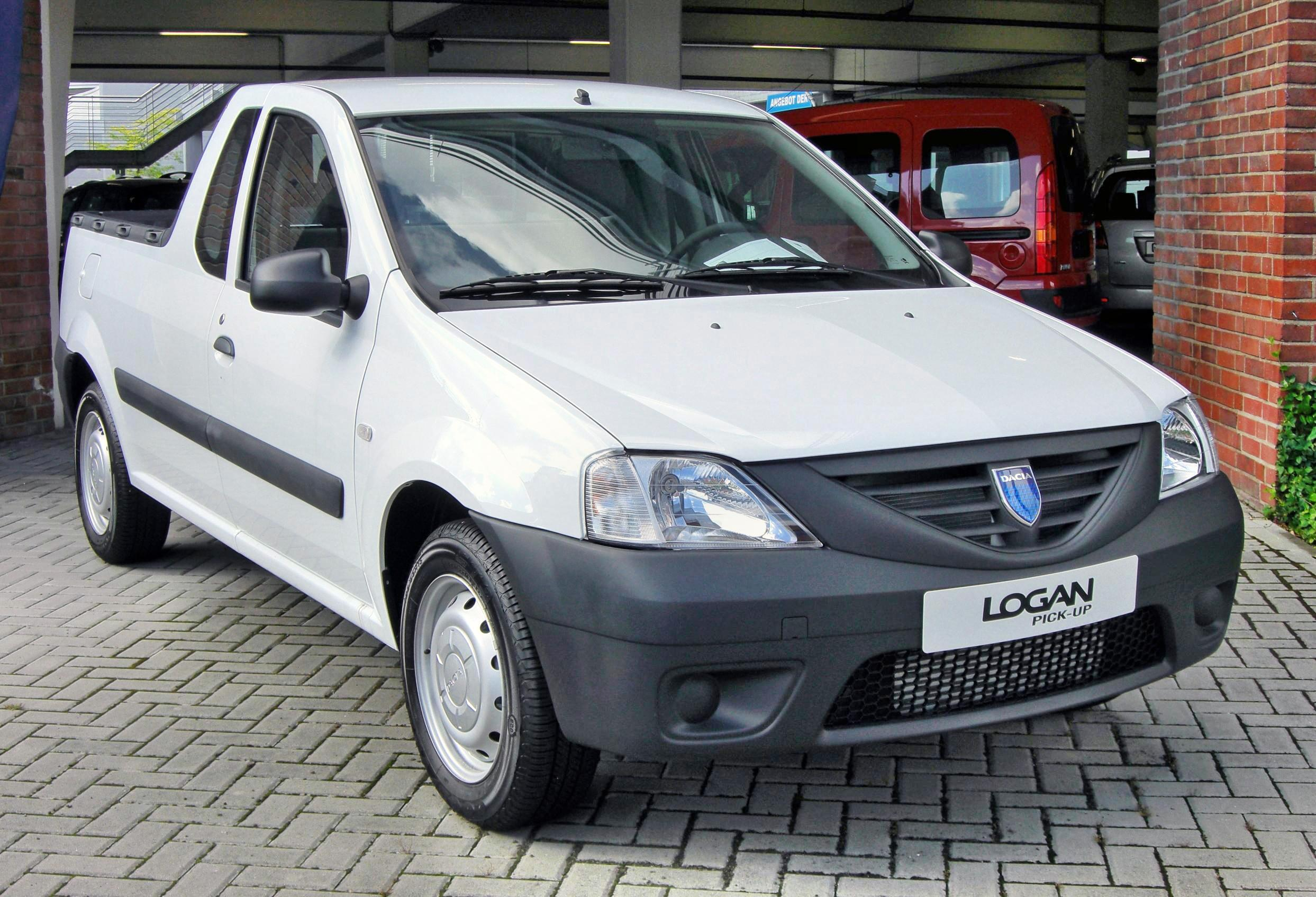
داچیا لوگان وانت
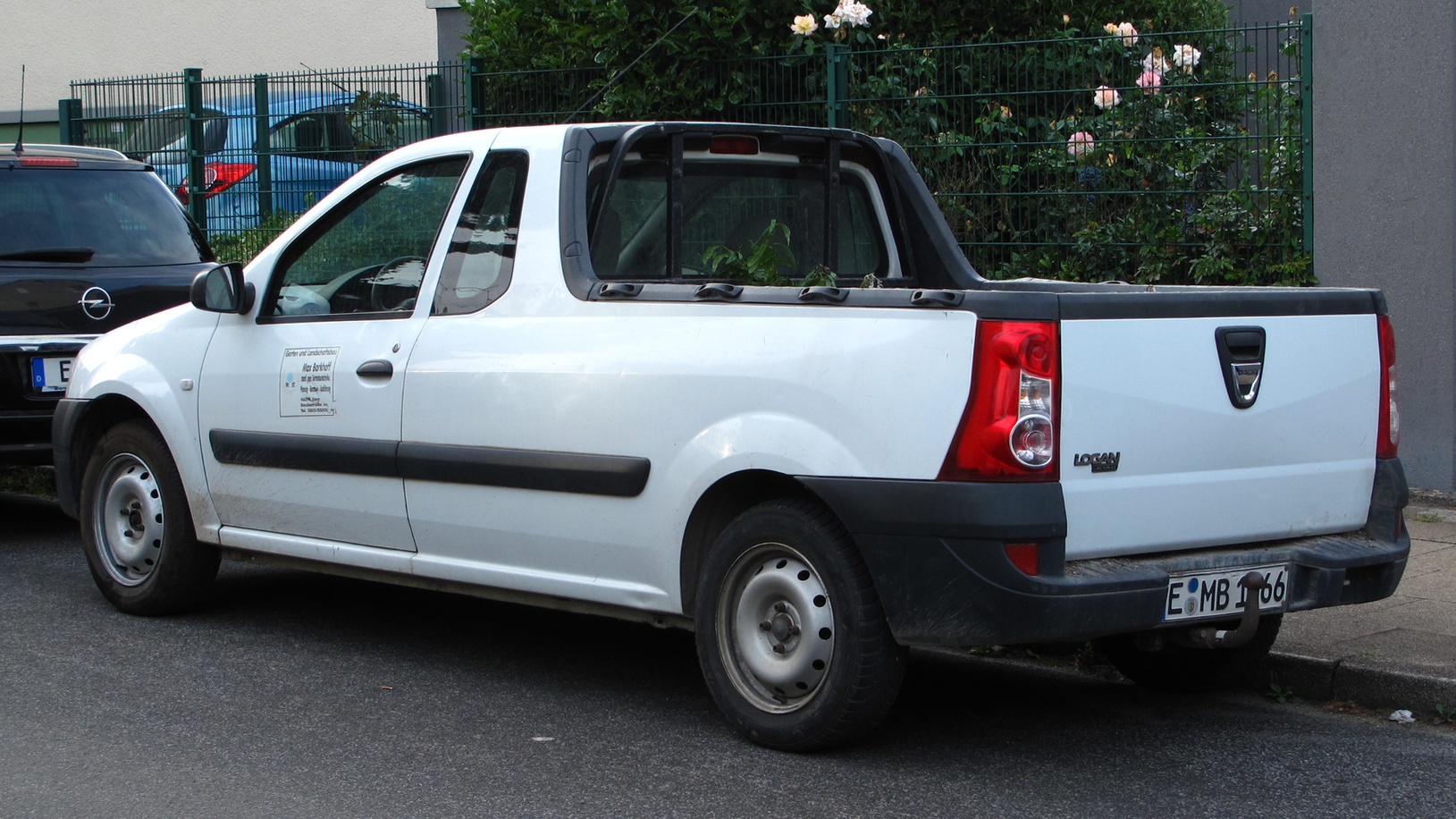
داچیا لوگان وانت
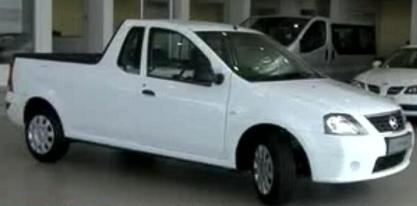
نیسان NP200
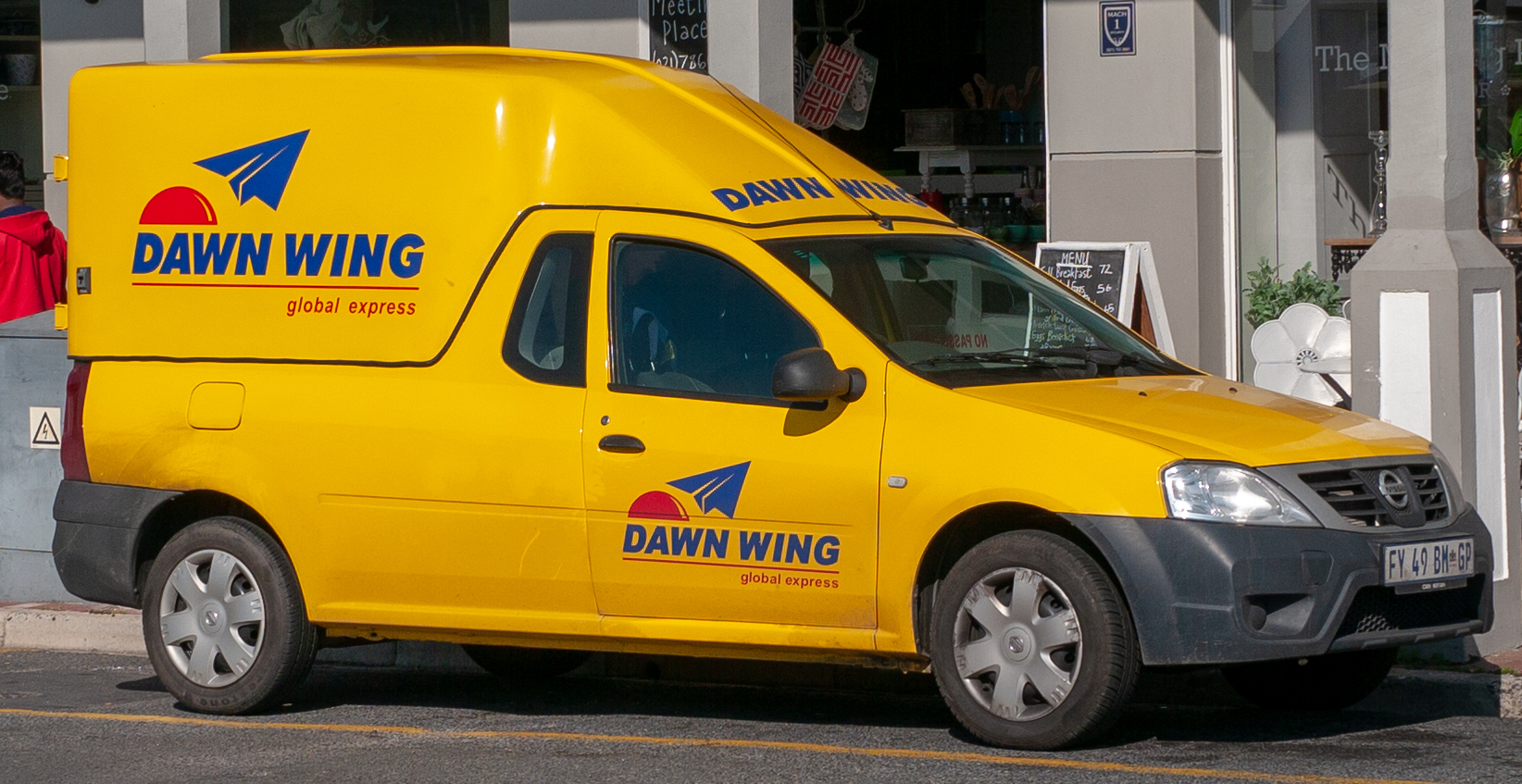
نیسان NP200 (فیس‌لیفت)

### مدل‌های برقی

#### آمریکا
در ایالات متحده، تلاشی برای بازاریابی نسخه‌های الکتریکی واگن، ون و وانت به عنوان EMC E36 توسط شرکت انویژن موتور کمپانی، مستقر در دموین، آیووا انجام شد. خودروها توسط داچیا در رومانی مونتاژ می‌شدند و از یک موتور القایی با برد ۲۰۰ مایل (۳۲۰ کیلومتر) در هر بار شارژ بهره می‌برد که برای آن حداکثر سرعت ۷۵ مایل بر ساعت (۱۲۱ کیلومتر بر ساعت) را فراهم می‌کرد و به گیربکس اتوماتیک بدون دکمه دنده متصل می‌شد. EMC برای استفاده از ترمز احیا کننده برنامه‌ریزی کرده بود. باتری آن را می‌شد از طریق دوشاخه J1772 یا با پریزهای دیواری ۱۲۰ یا ۲۴۰ ولت شارژ کرد. این سرمایه‌گذاری از آن زمان به ورشکستگی سقوط کرده‌است.

#### روسیه
لادا ئی-لارگوس که در ۸ اوت ۲۰۲۲ معرفی شد، یک نسخه کاملاً الکتریکی بر اساس مدل لارگوس و اولین خودروی الکتریکی تولیدی آوتوواز از زمان اللادا در اوایل دهه ۲۰۱۰ است.

## نسل دوم (L52/K52؛ ۲۰۱۲)

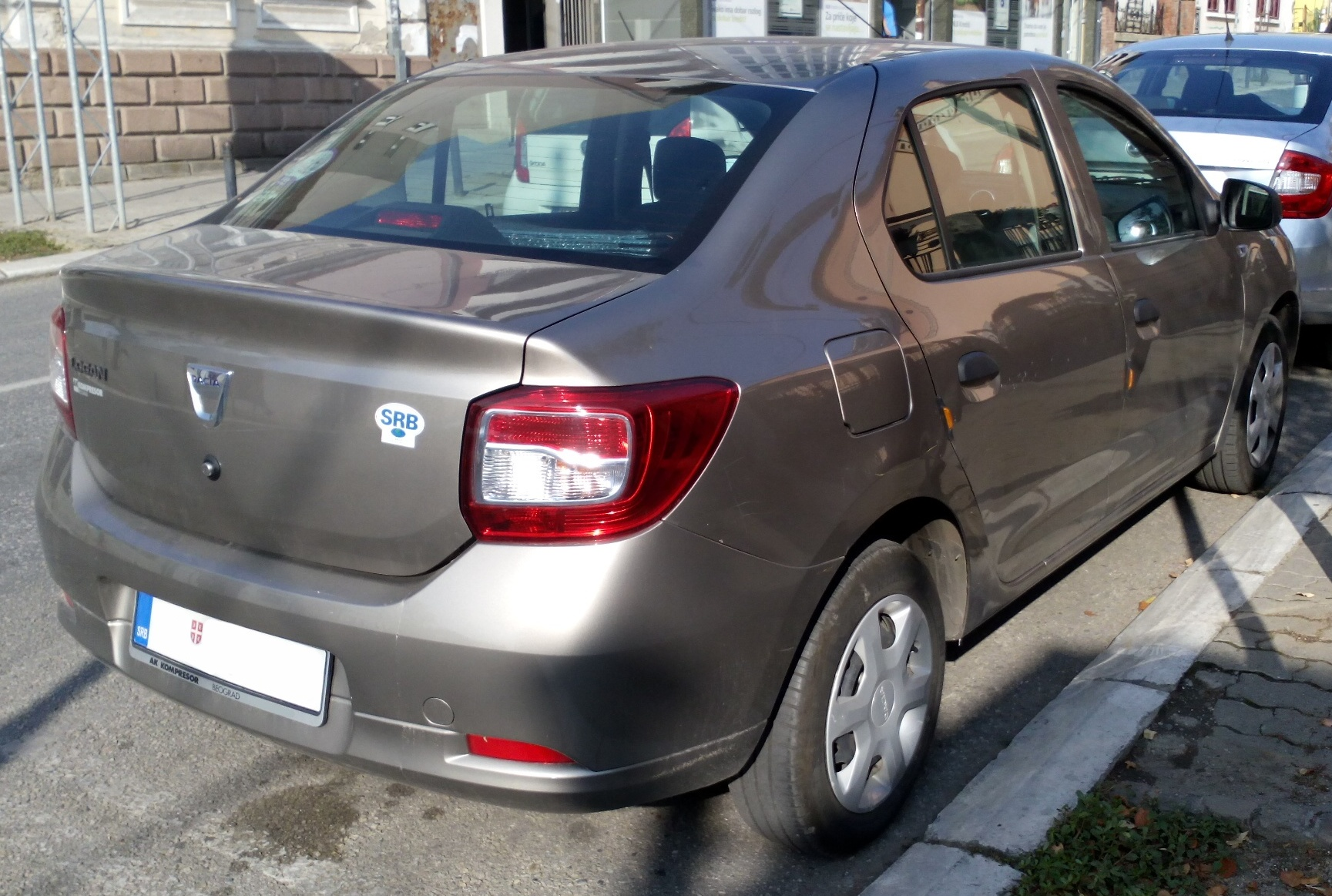
نمای عقب (پیش از فیس‌لیفت)

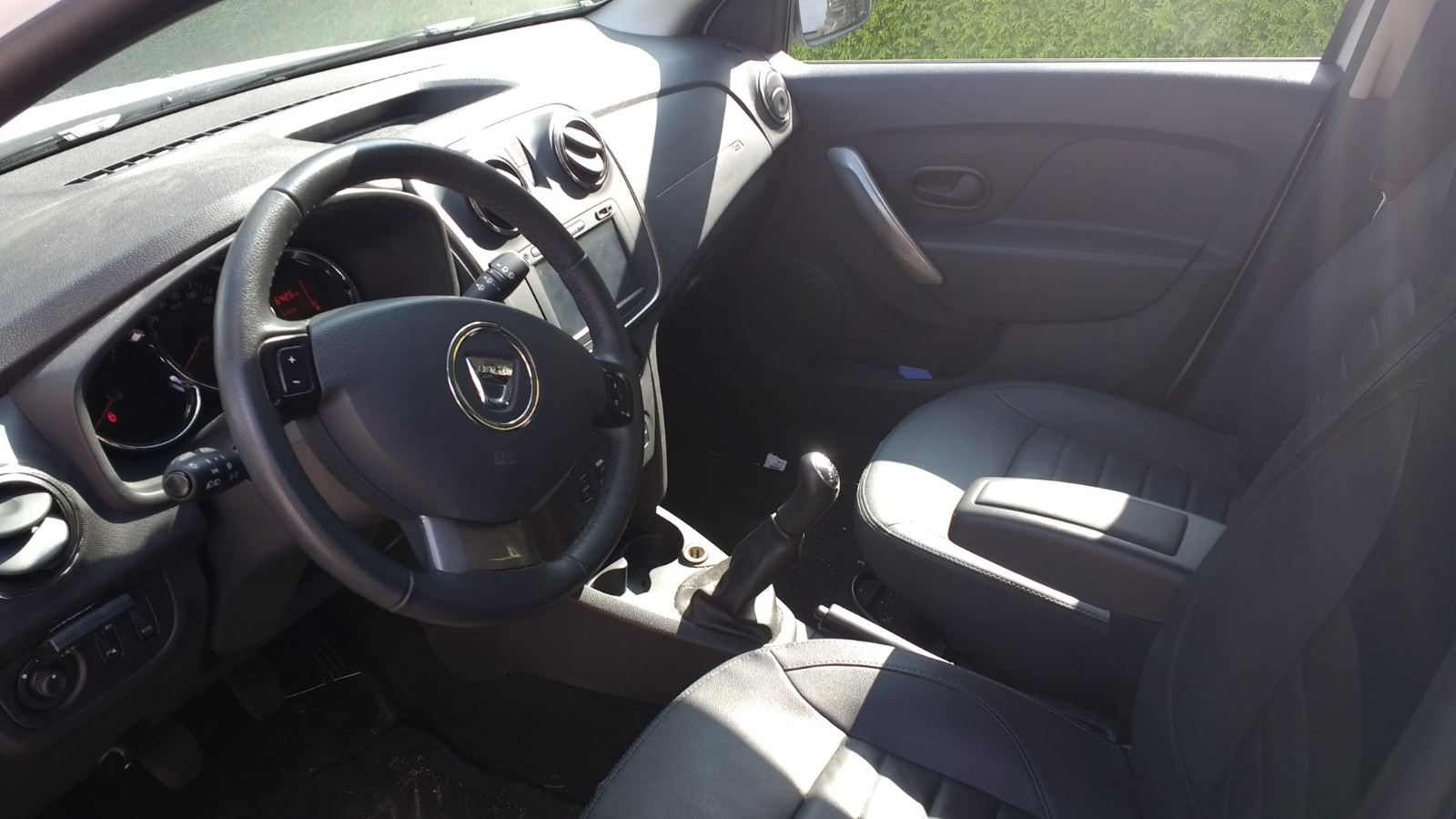
نمای داخلی

نسل دوم لوگان توسط داچیا در نمایشگاه خودروی پاریس ۲۰۱۲ معرفی شد. تصاویر رسمی لوگان جدید در ۱۷ سپتامبر ۲۰۱۲ منتشر شدند. در این خودرو دماغه و همچنین بسیاری از بخش‌های دیگر با نسل دوم ساندرو مشترک هستند.
به گفته داچیا، ۶۰ درصد از کار طراحی این خودرو در رومانی و در مرکز مهندسی رنو انجام شده‌است.

### ویژگی‌ها
در میان ویژگی‌های جدید معرفی شده با مدل جدید، یک موتور بنزینی ۰٫۹ لیتری توربوشارژر سه سیلندر جدید با قدرت ۹۰ اسب بخار (۶۷ کیلووات) و گشتاور ۱۳۵ نیوتن متر (۱۰۰ پوند-فوت) بود. دو موتور دیگر آن نیز عبارتند از: موتور بنزینی ۱٫۲ لیتری ۱۶ سوپاپ، که در ابتدا به عنوان یک نوع ال‌پی‌جی نیز در دسترس بود و موتور ۱٫۵ لیتری دیزل، با دو خروجی قدرت. ارقام عملکرد آنها عمدتاً شبیه به نمونه‌های مورد استفاده در نسل دوم ساندرو است. بعداً، عرضه نوع ۱٫۲ لیتری ال‌پی‌جی به نفع مدل 0.9 TCe متوقف شد، زیرا این موتور استانداردهای آلایندگی جدید یورو ۶ را برآورده نمی‌کرد.
یکی دیگر از موارد افزوده شده، سیستم Media Nav بود که قبلاً در همان سال در لاجی معرفی شد و شامل یک صفحه نمایش لمسی ۷ اینچی با عملکردهای چندرسانه‌ای و یک نرم‌افزار ناوبری است. سایر ویژگی‌های جدید این خودرو شامل محدودکننده سرعت، کروز کنترل، سنسورهای پارک عقب، کیسه هوای راننده، سرنشین و جانبی و همچنین ABS و ESP است که به صورت پیش‌فرض روی این خودرو قرار دارند. فضای داخلی به‌طور قابل توجهی با عناصر کرومی جدید اصلاح شده‌است. دکمه جدید Eco که روی داشبورد قرار گرفته‌است، حداکثر دور موتور را به ۴۰۰۰ دور در دقیقه محدود می‌کند.
در پایان سال ۲۰۱۴، داچیا شروع به تولید موتورهای یورو ۶ با کاهش آلایندگی اگزوز کرد. از اوت ۲۰۱۵، موتور 0.9 TCe به سیستم Start & Stop مجهز شد.
از پایان سال ۲۰۱۶، داچیا لوگان با گیربکس دستی خودکار داچیا ایزی-آر (AMT) عرضه می‌شود.

### تیپ‌بندی
بازار اروپا، لوگان جدید در تیپ‌های مختلف موجود است: Access, Ambiance, Laureate, Stepway, Prestige. تیپ Access با سپرهای مشکی و فرمان برقی ارائه می‌شود و فقط با موتور ۱٫۲ لیتری در دسترس است. Ambiance دارای سپرهای همرنگ بدنه، روکش چرخ‌ها، حالت عملکرد Eco، قفل برقی درها، شیشه‌های برقی جلو و سیستم پخش سی‌دی خور است و همچنین رنگ متالیک، چراغ‌های مه‌شکن و تهویه مطبوع برای آن قابل انتخاب هستند. Laureate دستگیره‌های درهای همرنگ بدنه، چراغ‌های مه‌شکن و کامپیوتر سفری را به‌صورت استاندارد دارد و همچنین می‌توان آن را با رنگ متالیک، سیستم Media Nav، تودوزی چرمی، سنسورهای پارک، کروز کنترل و رینگ‌های آلیاژی سفارش داد. این مدل تنها تیپ در دسترس برای موتور ۱٫۵ لیتری دیزلی ۹۰ اسب بخار (۶۷ کیلووات) است.
در ژوئن ۲۰۱۴، به مناسبت جشن ۱۰ سالگی لوگان، یک نسخه محدود از این خودرو در دسترس قرار گرفت. تنها ۲۰۰۰ دستگاه از این نسخه تولید شد که دارای تجهیزات جدید مانند تهویه مطبوع خودکار، چراغ‌های مه‌شکن دوگانه اپتیک، چراغ راهنمای روی آینه بغل، رینگ‌های چرخ ۱۶ اینچی و همراه با چندین عنصر طراحی خاص است.
در اکتبر ۲۰۱۵، داچیا تیپ جدید Prestige را عرضه کرد که دارای تهویه مطبوع خودکار، چراغ راهنمای روی آینه بغل و رینگ‌های چرخ ۱۶ اینچی است.

### لوگان MCV
نسخه استیشن این خودرو اولین بار در نمایشگاه خودروی ژنو ۲۰۱۳ به نمایش درآمد. در این خودرو نام MCV همچنان حفظ شده، اگرچه در حال حاضر مخفف عبارت Maximum Capacity Vehicle است. این مدل دارای ۵ صندلی، ظرفیت صندوق بین ۵۷۳ لیتر (۲۰٫۲ فوت مکعب) تا ۱٬۵۱۸ لیتر (۵۳٫۶ فوت مکعب) و همچنین دارای تجهیزات استاندارد و محدوده موتور مانند مدل سدان است. این مدل از نیمه دوم سال ۲۰۱۳ به بازار عرضه شد.

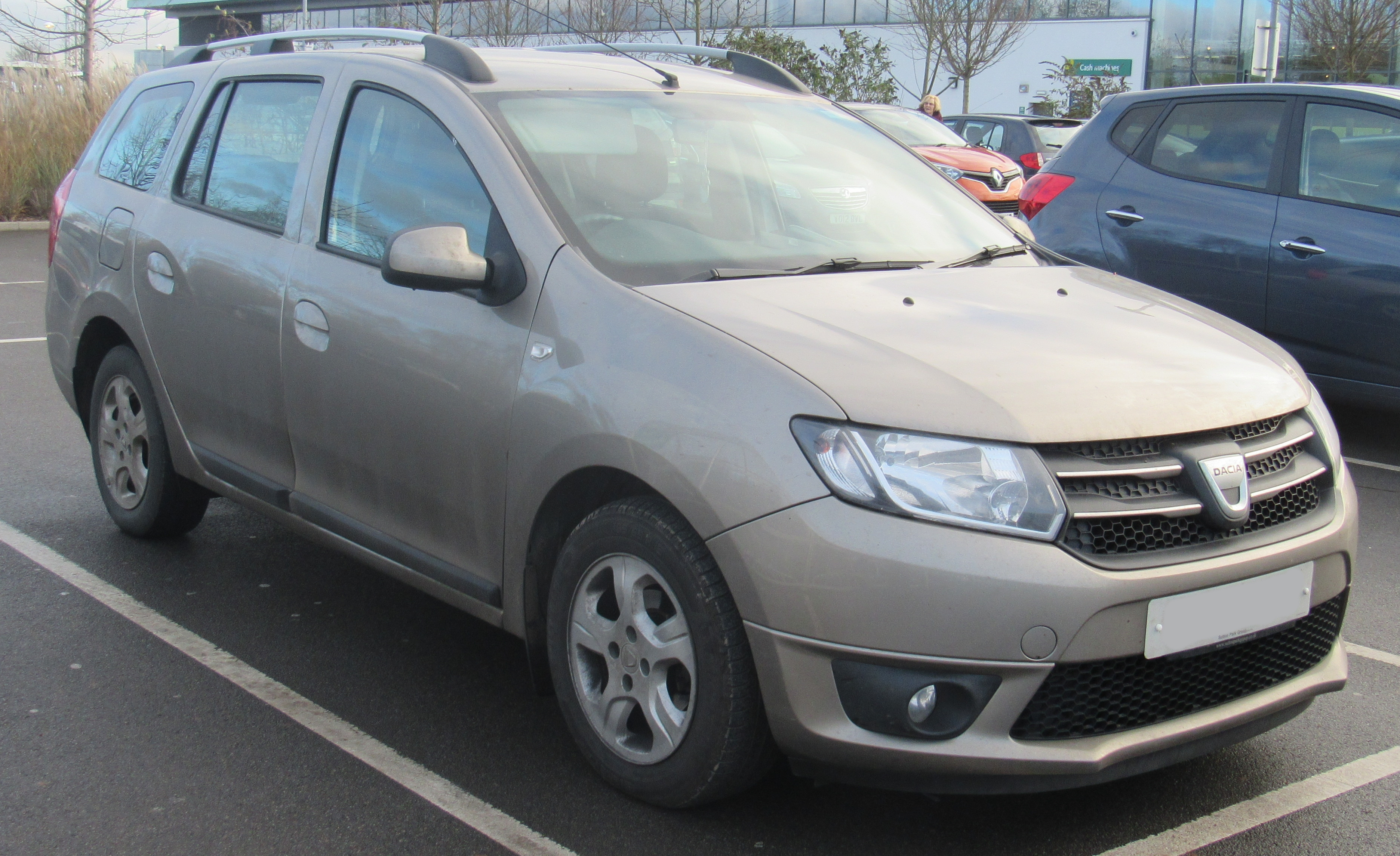
داچیا لوگان MCV (پیش از فیس‌لیفت)
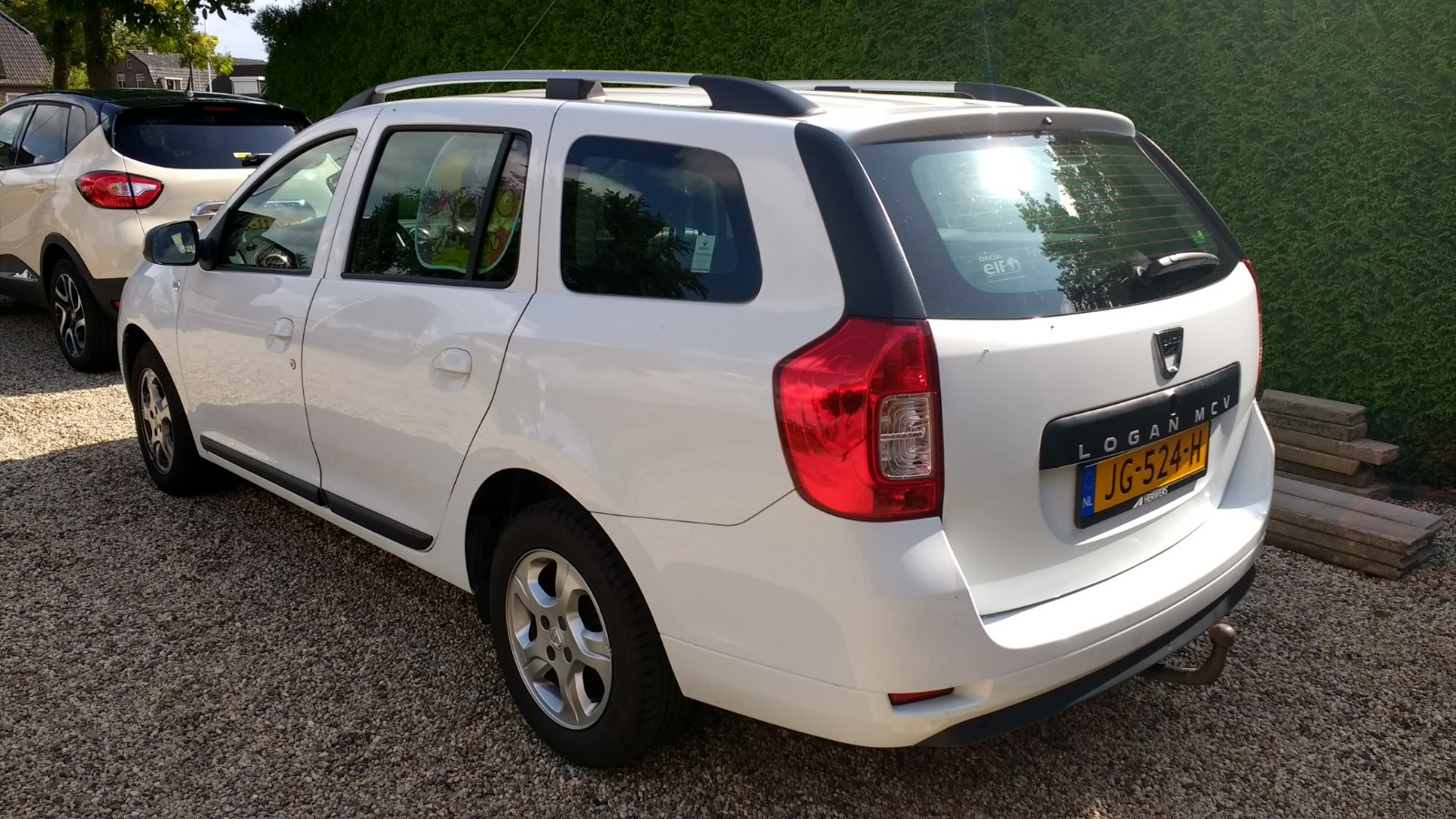
داچیا لوگان MCV (پیش از فیس‌لیفت)
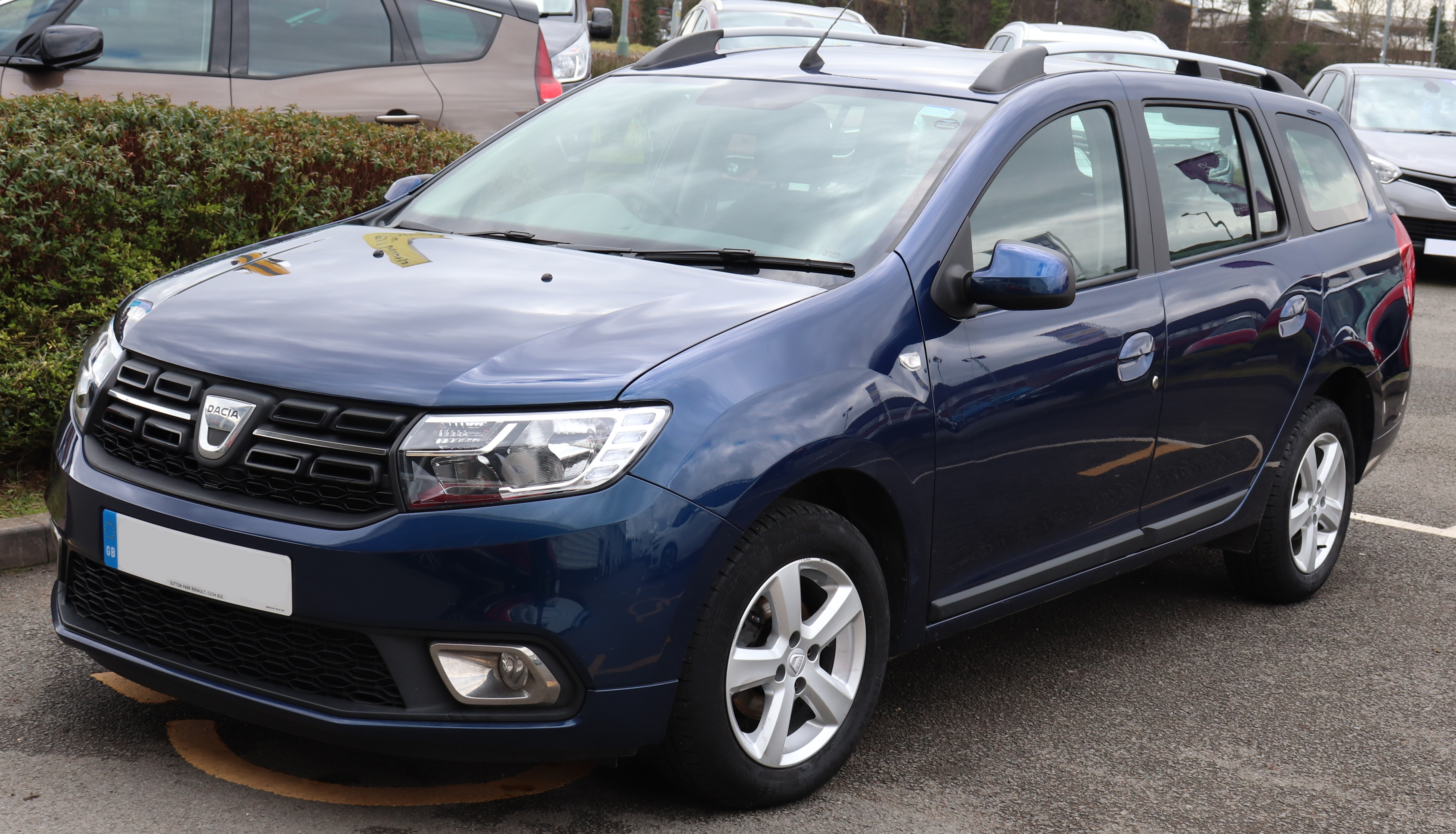
داچیا لوگان MCV (فیس‌لیفت ۲۰۱۶)
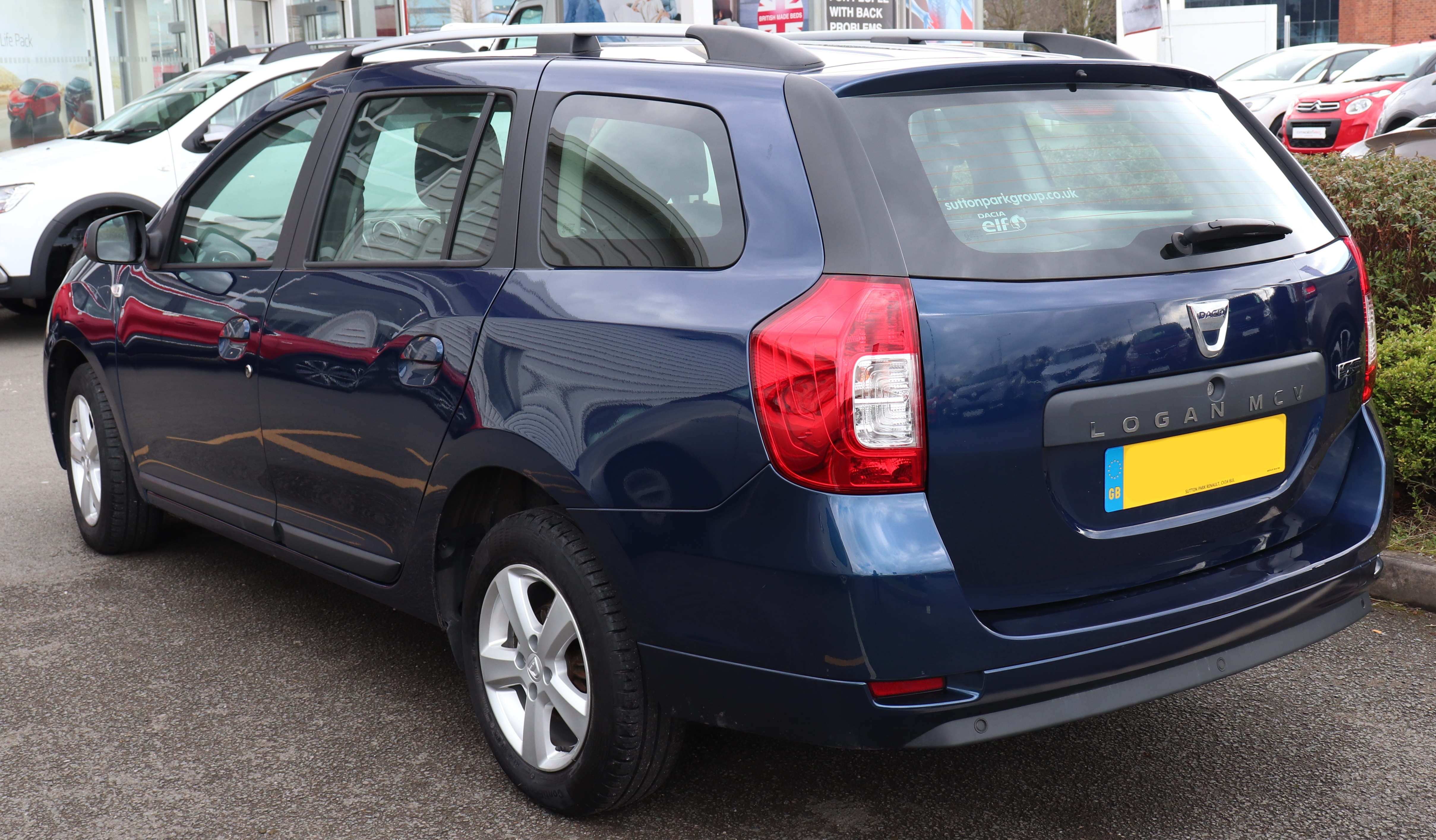
داچیا لوگان MCV (فیس‌لیفت ۲۰۱۶)

### فیس‌لیفت
داچیا فیس‌لیفت جدید لوگان را در نمایشگاه خودروی پاریس ۲۰۱۶ معرفی کرد. این مدل همانند سایر مدل‌های جدید داچیا دارای طراحی جدید، فرمان جدید و موتور ۱٫۰ لیتری جدید است.
طراحان داچیا می‌خواستند ظاهر جدیدی به مدل‌های داچیا بدهند و قسمت جلویی آن با چندین ویژگی جدید عرضه می‌شود. سپرهای جلو و عقب کمی بازطراحی شده‌اند و چراغ‌های جلو دارای طراحی جدیدی هستند که شامل چراغ‌های LED روز است (این اولین بار است که مدل‌های داچیا با چراغ‌های LED عرضه می‌شوند). پکیج زیبایی‌شناسی با یک جلوپنجره جدید، مشابه آنچه در داستر یافت می‌شود، تکمیل می‌شود.
تغییرات نمای داخلی شامل فرمان چهار پره است که شامل بوق، دکمه‌های جدید و خطوط کرومی جدید است تا ظاهری جدید را به شما نشان دهد. همچنین یک پلاستیک براق جدید وجود دارد که داشبورد را می‌پوشاند و با سیستم چندرسانه ای "MediaNav" که رابط کاربری به روز شده با وضوح بهتری دریافت کرده‌است، مطابقت بهتری دارد.

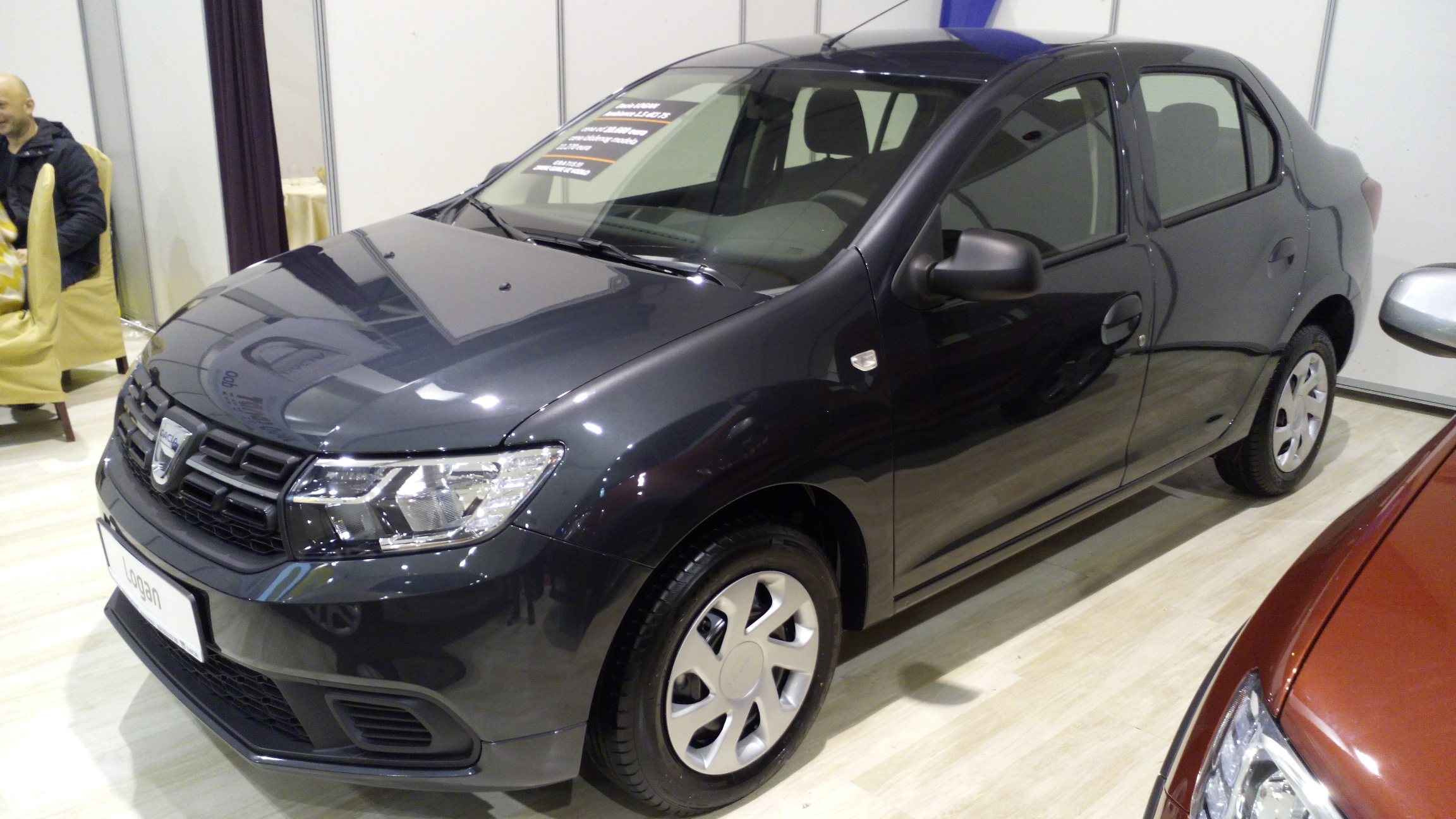
داچیا لوگان سدان (فیس‌لیفت ۲۰۱۶)
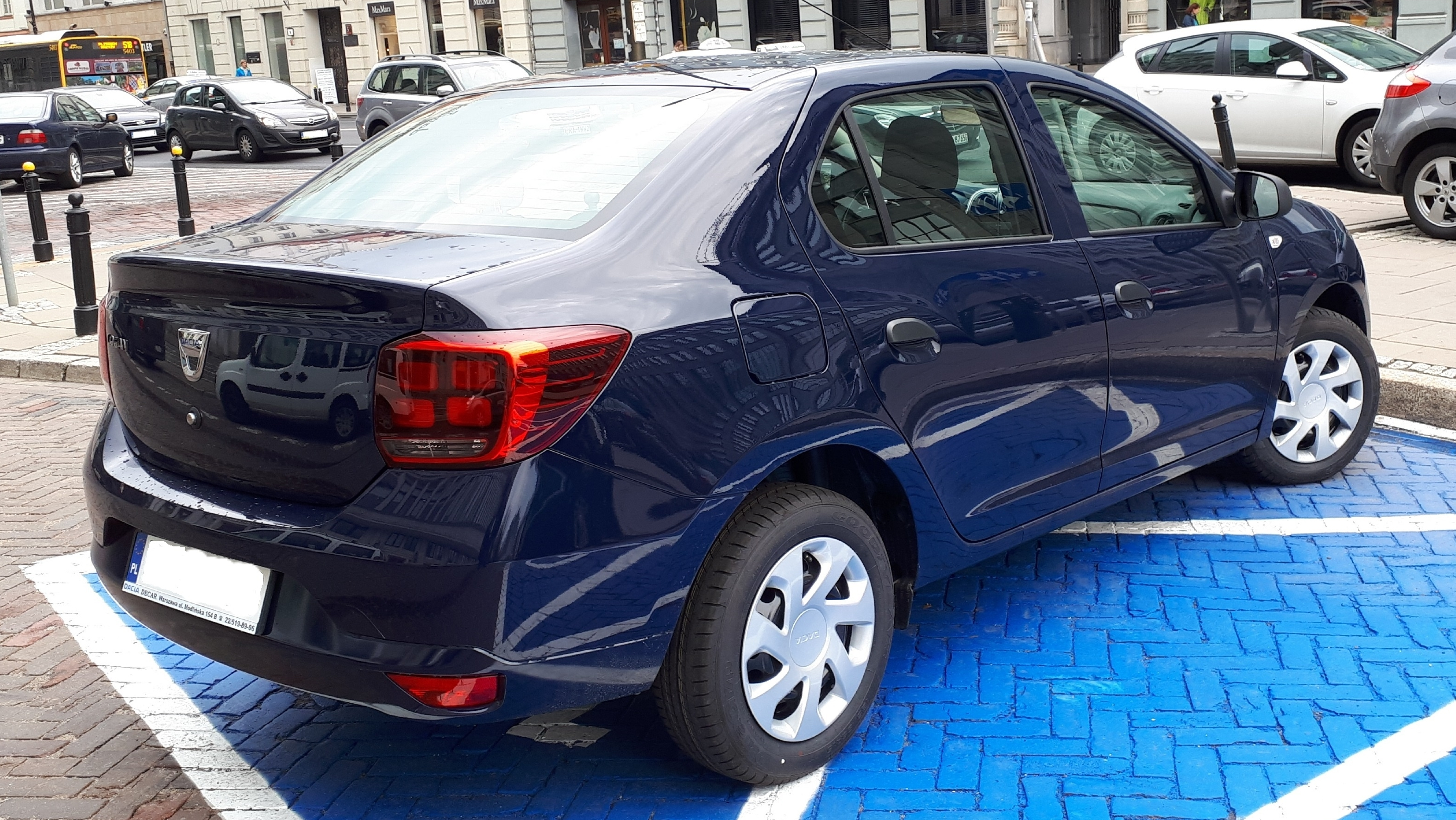
داچیا لوگان سدان (فیس‌لیفت ۲۰۱۶)

### لوگان استپ‌وی/اینتنس
لوگان به سبک کراس‌اوور نیز در دسترس است که دارای ارتفاع سواری بالا است و شامل قطعات جانبی مانند محافظ گلگیر پلاستیکی مشکی رنگ و باربند است. در فوریه ۲۰۱۷، داچیا لوگان MCV استپ‌وی در اروپا در دسترس قرار گرفت. همچنین از سال ۲۰۱۸ نسخه استپ‌وی مدل سدان در آمریکای لاتین و از نوامبر ۲۰۱۹ در اروپا در دسترس قرار گرفت. رنو لوگان استپ وی در دسامبر ۲۰۱۸ و در روسیه عرضه شد. پس از آن نیز این مدل در ژوئیه ۲۰۱۹ و به همراه مدل فیس لیفت شده؛ ولی بدون داشتن نام استپ‌وی برای جلوگیری از اشتباه گرفتن با استپ‌وی مبتنی بر ساندرو در بازار برزیل عرضه شد. در چندین بازار آمریکای جنوبی از جمله کلمبیا، نسخه کراس‌اوور رنو لوگان به عنوان تیپ سطح بالای اینتنس در دسترس بود.
برای نسخه‌های مجهز به CVT، نسخه بلند شده لوگان اساساً راه‌حلی برای کاهش این واقعیت است که گیربکس CVT به دلیل فضای تنگ طراحی پلت فرم، در قسمت پایینی خودرو قرار می‌گیرد و بدون بالا بردن فاصله از زمین، گیربکس CVT بسیار نزدیک به زمین خواهد بود و باعث ایجاد خطر آسیب می‌شود.

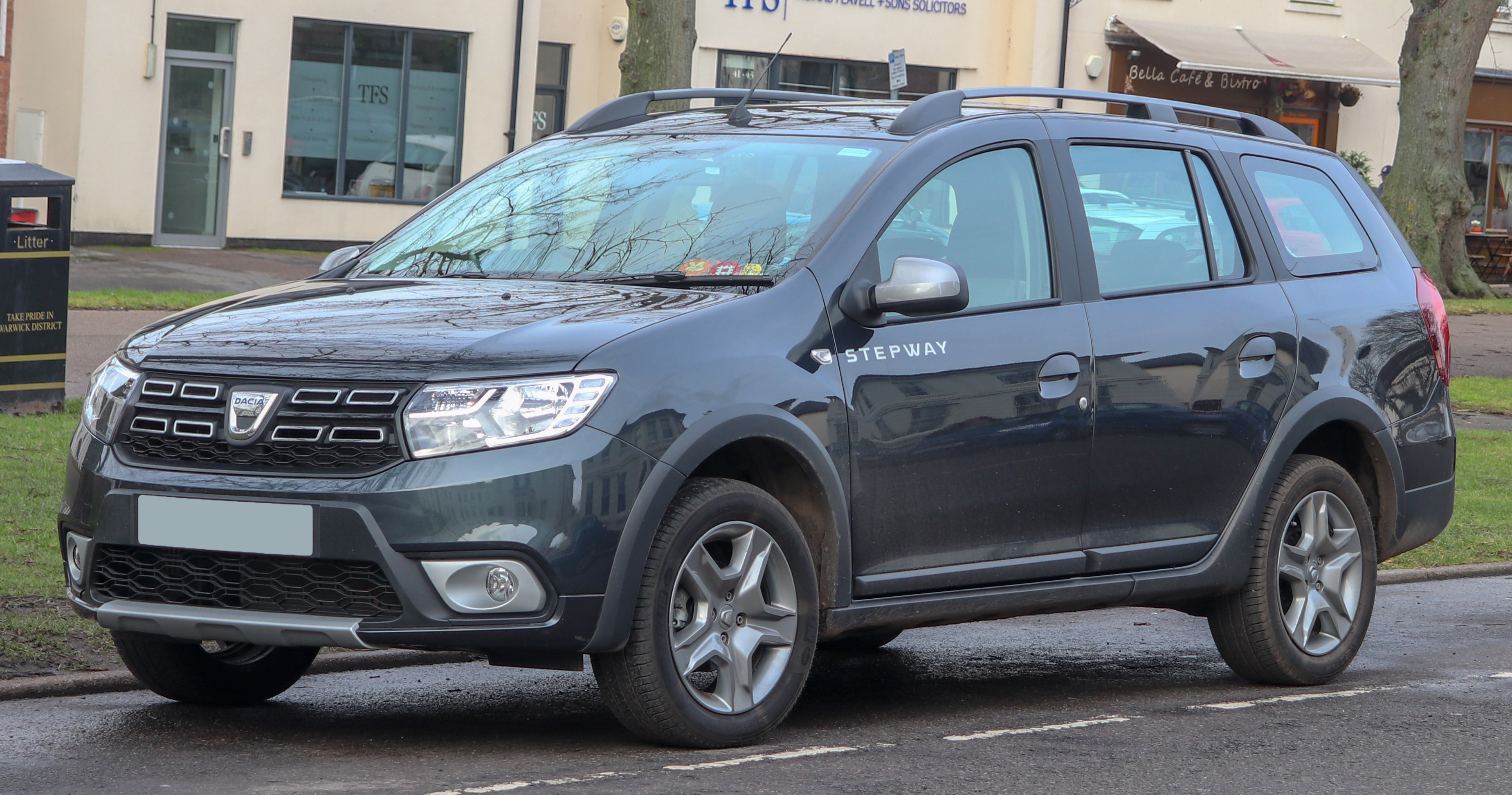
داچیا لوگان MCV استپ‌وی (بریتانیا)
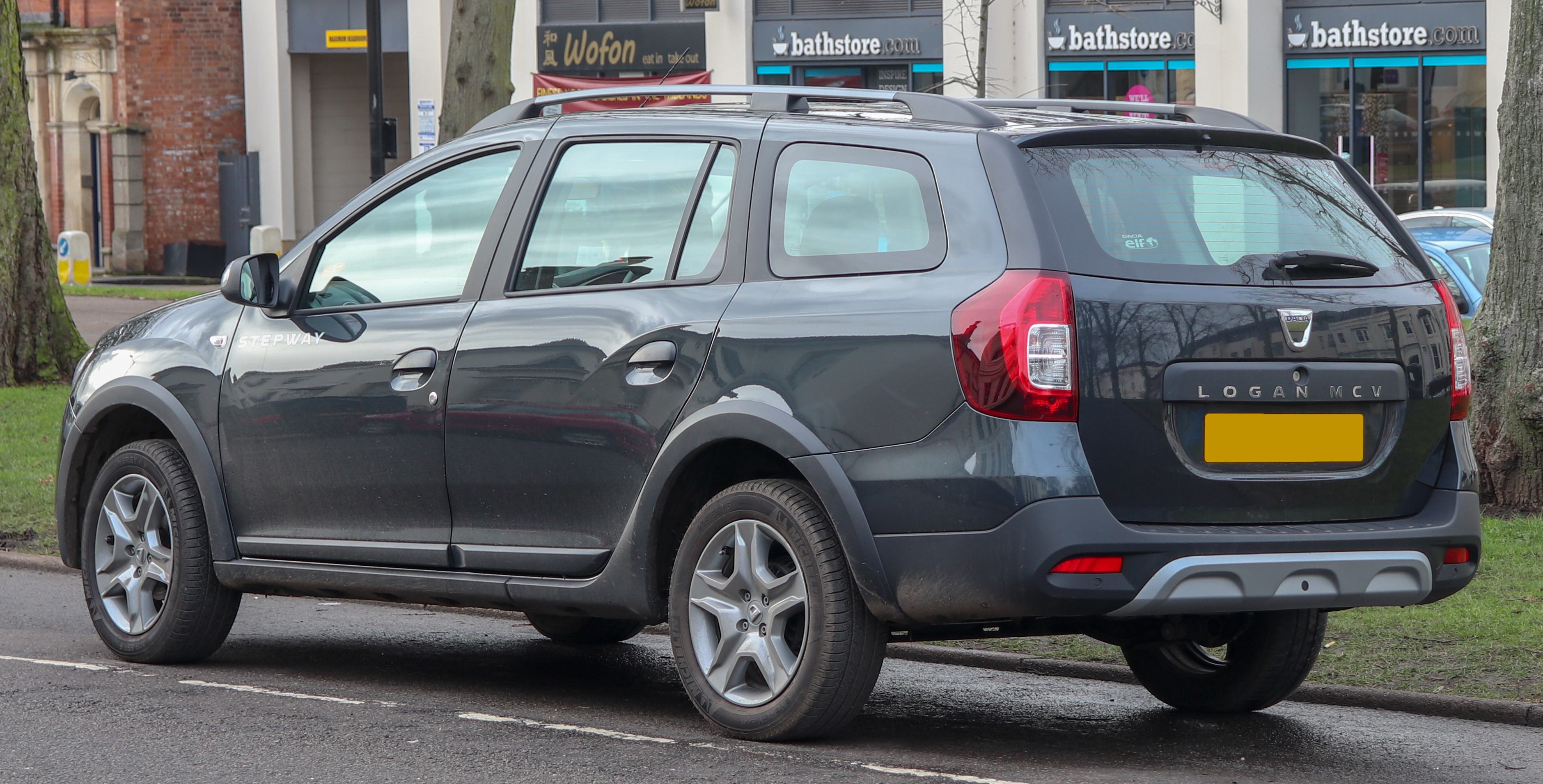
داچیا لوگان MCV استپ‌وی (بریتانیا)
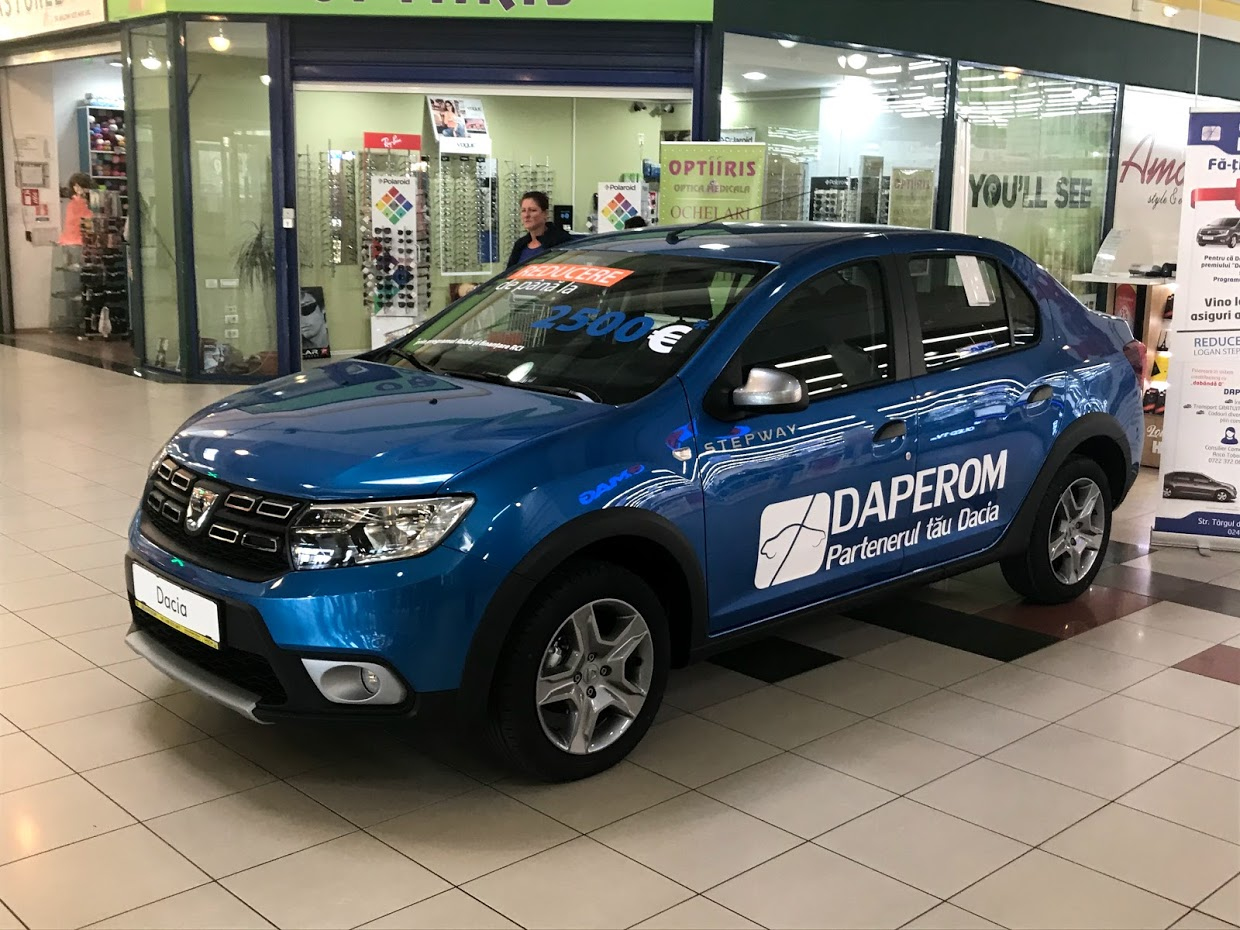
داچیا لوگان استپ‌وی (رومانی)
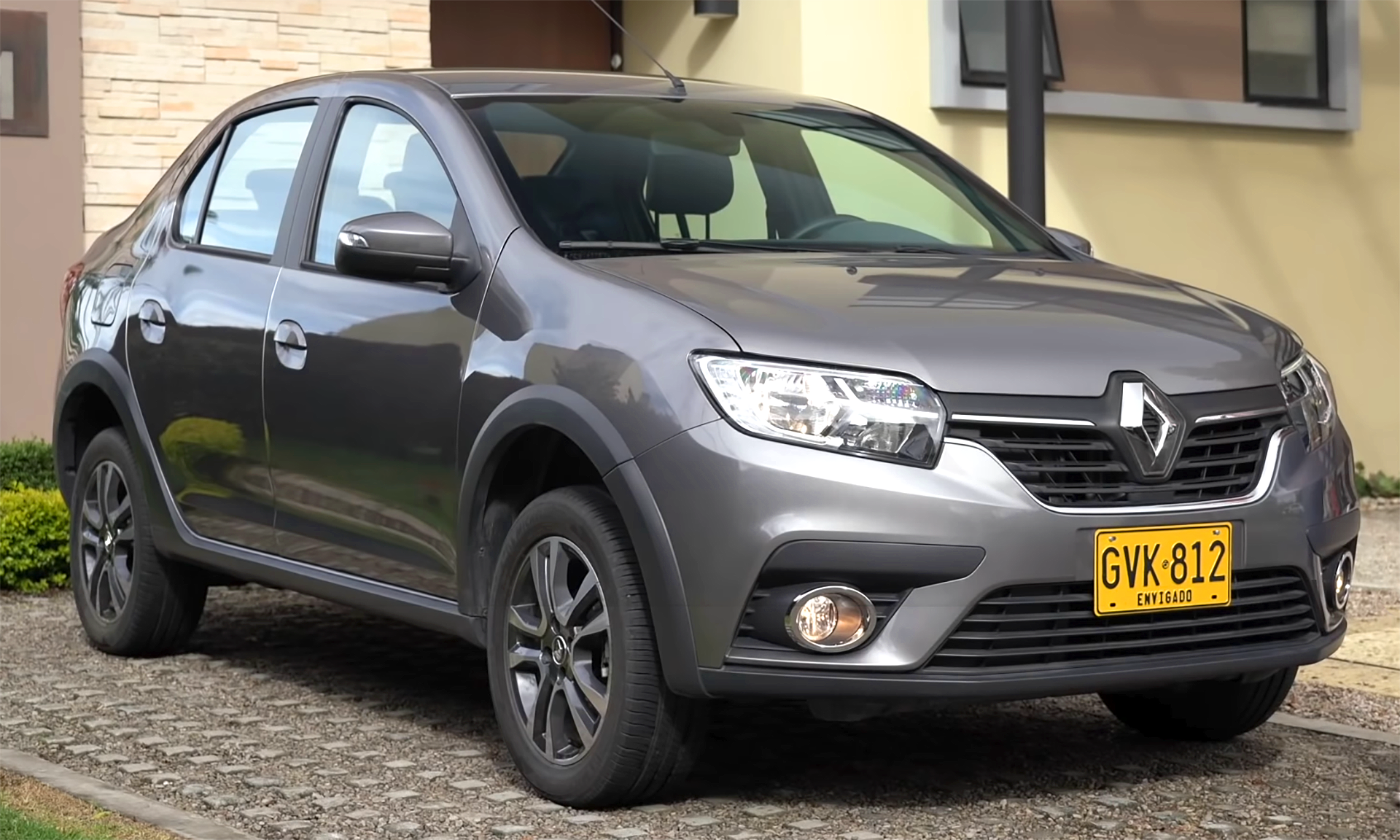
رنو لوگان اینتنس ۲۰۲۰ (کلمبیا)
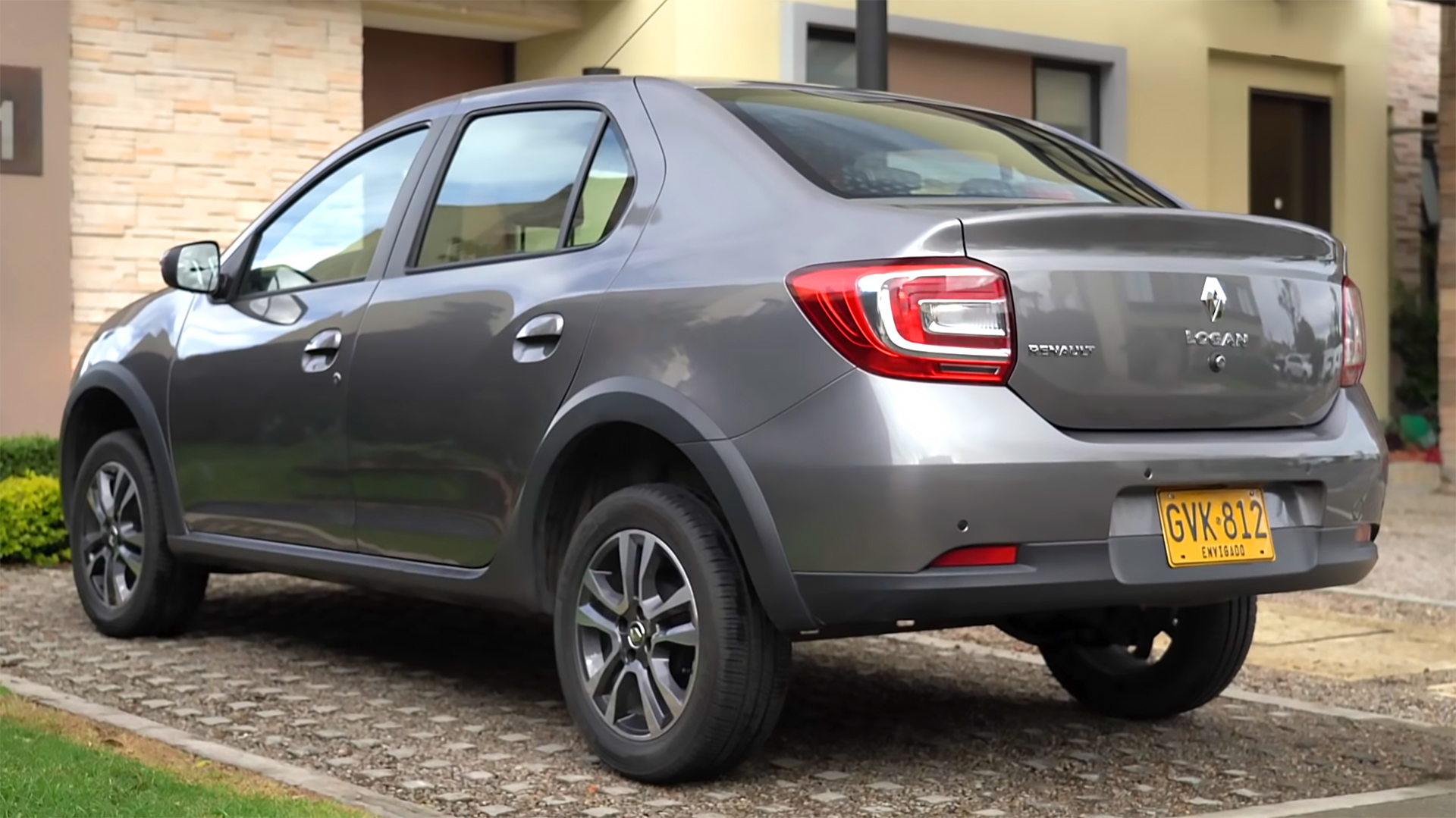
رنو لوگان اینتنس ۲۰۲۰ (کلمبیا)
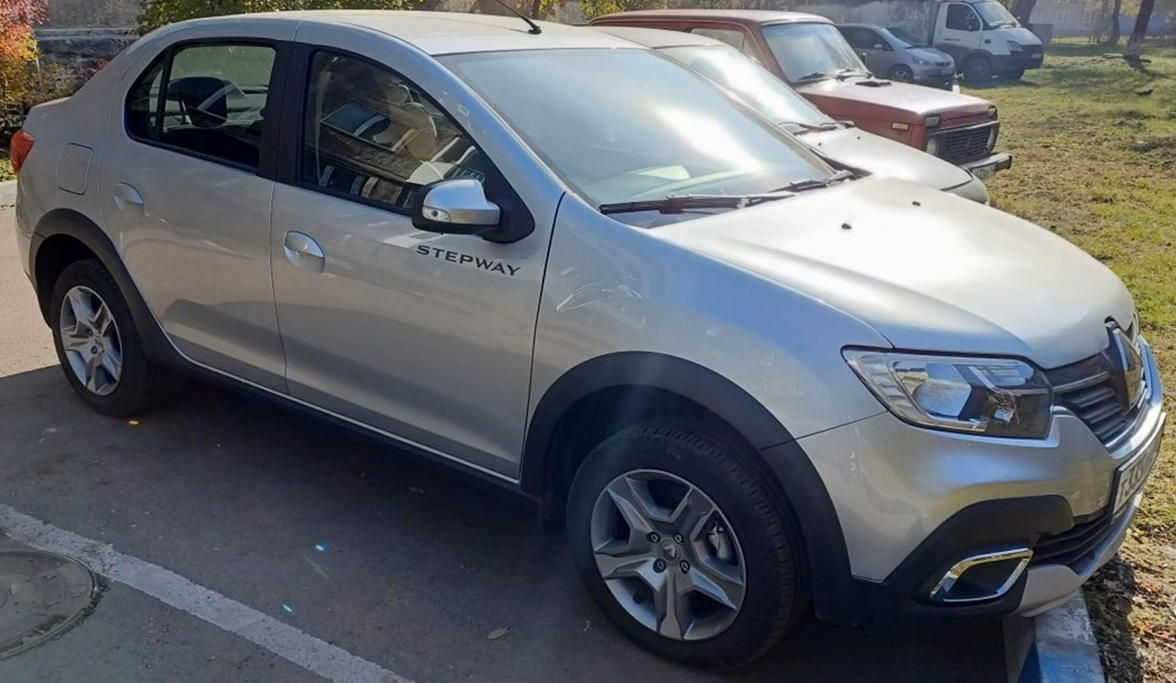
رنو لوگان استپ‌وی (روسیه)

### تولید و بازاریابی
فروش لوگان جدید در رومانی در نوامبر ۲۰۱۲ با قیمت پایه ۶۶۹۰ یورو آغاز شد. این خودرو در میوه، رومانی و کازابلانکا، مراکش، در کارخانه سوماکا و برای بازار شمال آفریقا تولید می‌شود. هیچ نسخه هفت صندلی یا پانل ون برای نسل دوم لوگان وجود نخواهد داشت، زیرا آنها به ترتیب با داچیا لاجی و داچیا داکر جایگزین شده‌اند.
نسخه سدان همچنین در آمریکای جنوبی، به عنوان نسل دوم رنو لوگان، در دسامبر ۲۰۱۳ و پس از نمایش در نمایشگاه اتومبیل بوئنوس آیرس در ژوئن ۲۰۱۳، راه اندازی شد. این مدل در کارخانه رنو برزیل در سائو خوزه دوس پینهایس (نزدیک کوریتیبا) تولید می‌شد.
فروش لوگان در روسیه در سپتامبر ۲۰۱۴ آغاز شد. لوگان در این کشور با برند رنو و به صورت محلی در تأسیسات آوتوواز واقع در تولیاتی تولید می‌شود.
از دسامبر ۲۰۱۴، رنو سیمبل به‌طور سی‌کی‌دی در یک کارخانه جدید در وهران (الجزایر) مونتاژ می‌شود.
شرکت نگین خودرو در ۱۸ مرداد ۱۳۹۴ نسل دوم لوگان با نام سیمبل را در ایران رونمایی کرد. در بازار ایران مدل‌های ساخت مراکش به‌صورت تمام وارداتی (CBU) عرضه می‌شدند.
در اوت ۲۰۱۵، لوگان جدید در کلمبیا با پیش‌فروش هزار دستگاه عرضه شد. این خودرو در کارخانه رنو سوفاسا واقع در انویگادو تولید می‌شود.
در سال ۲۰۲۱، کوچاریس موتورز مونتاژ SKD لوگان را در آوویا، لاگوس، نیجریه آغاز کرد.

#### ترکیه
نسل سوم رنو سیمبل یک نسخه تغییر یافته از نسل دوم لوگان است. این خودرو در نمایشگاه خودروی استانبول ۲۰۱۲ معرفی و در آغاز سال ۲۰۱۳ در بازار ترکیه عرضه شد. سیمبل همچنین در تونس، الجزایر، خاورمیانه و شیلی عرضه شد؛ اما به بازار مراکش راه نیافت.

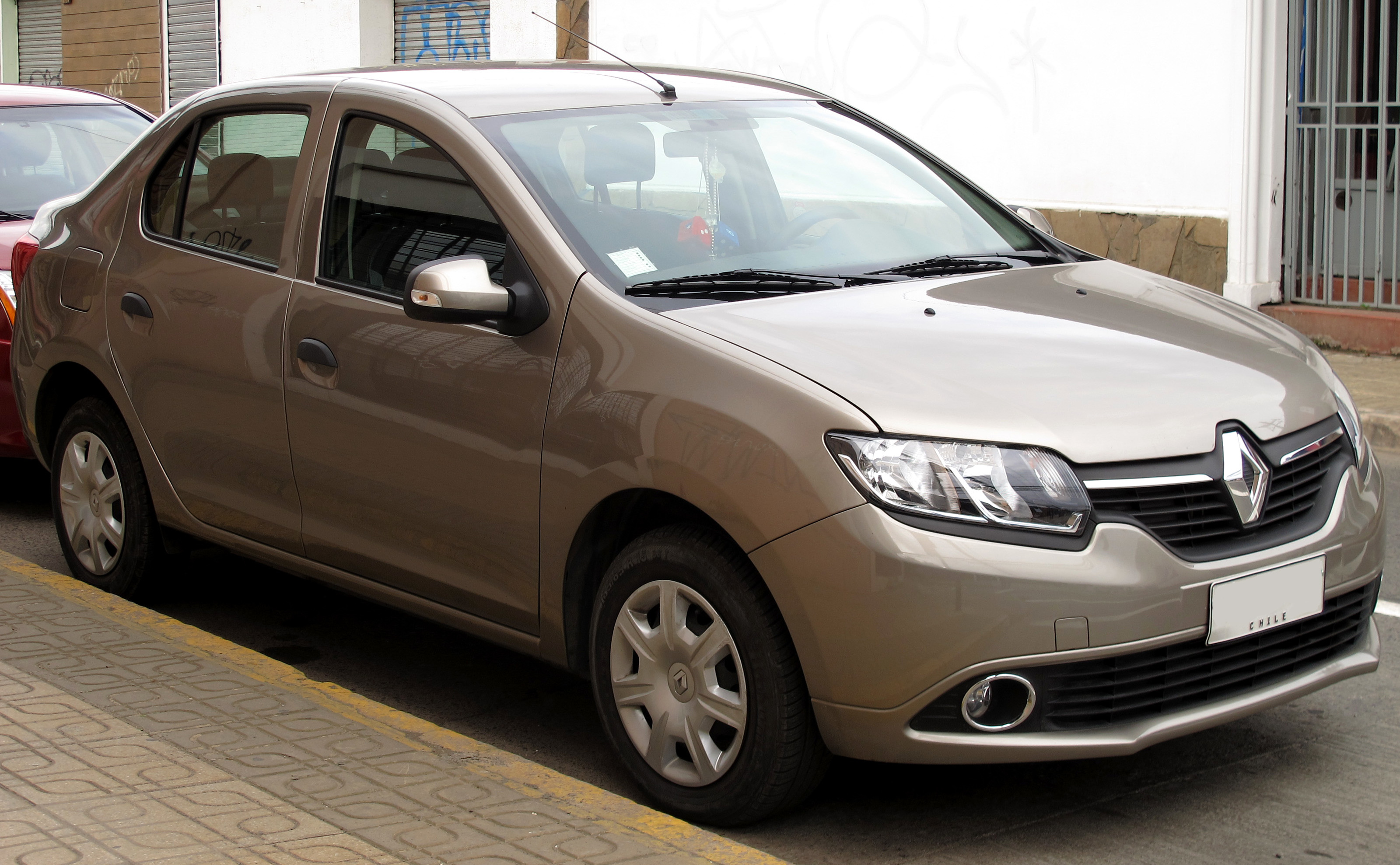
رنو سیمبل (پیش از فیس‌لیفت)
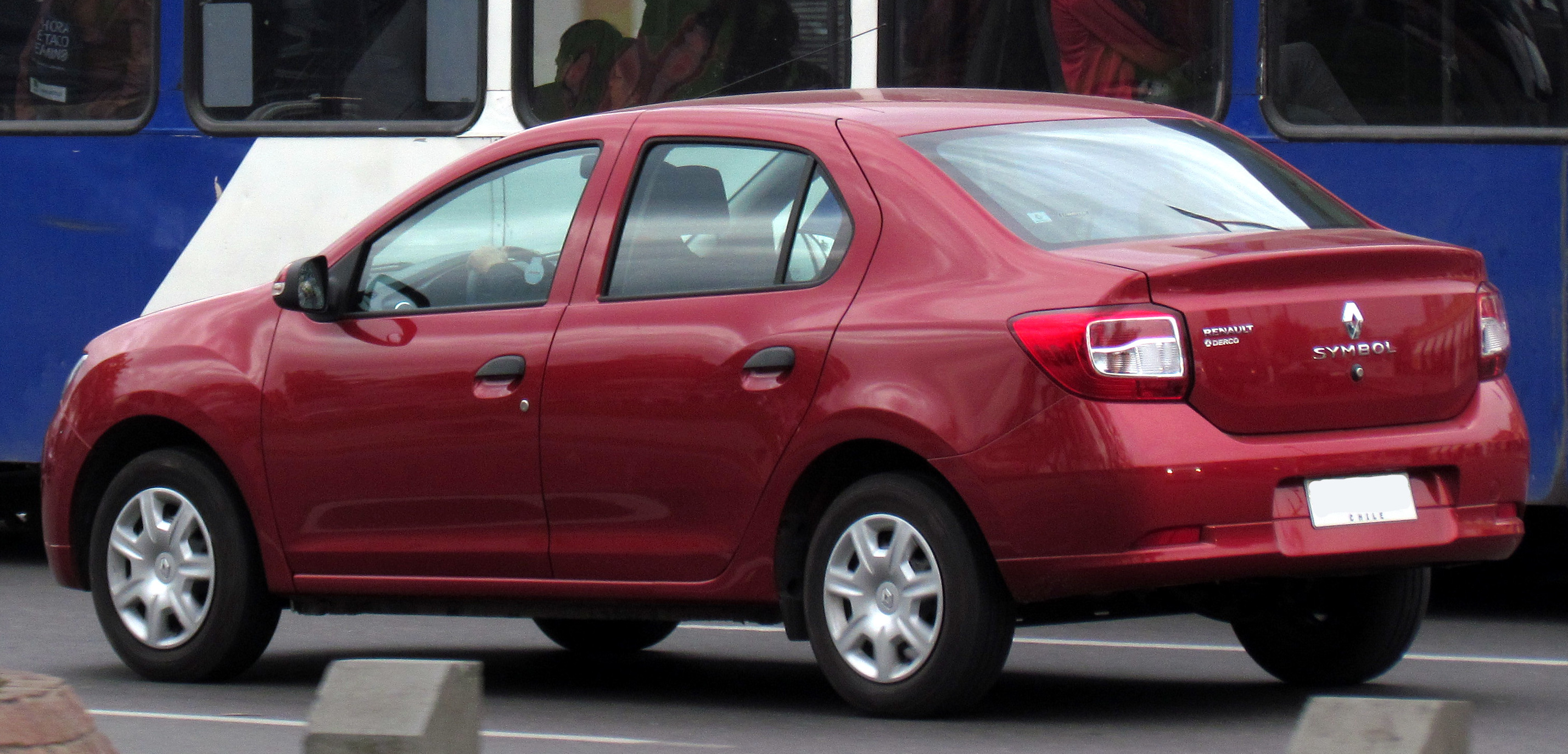
رنو سیمبل (پیش از فیس‌لیفت)
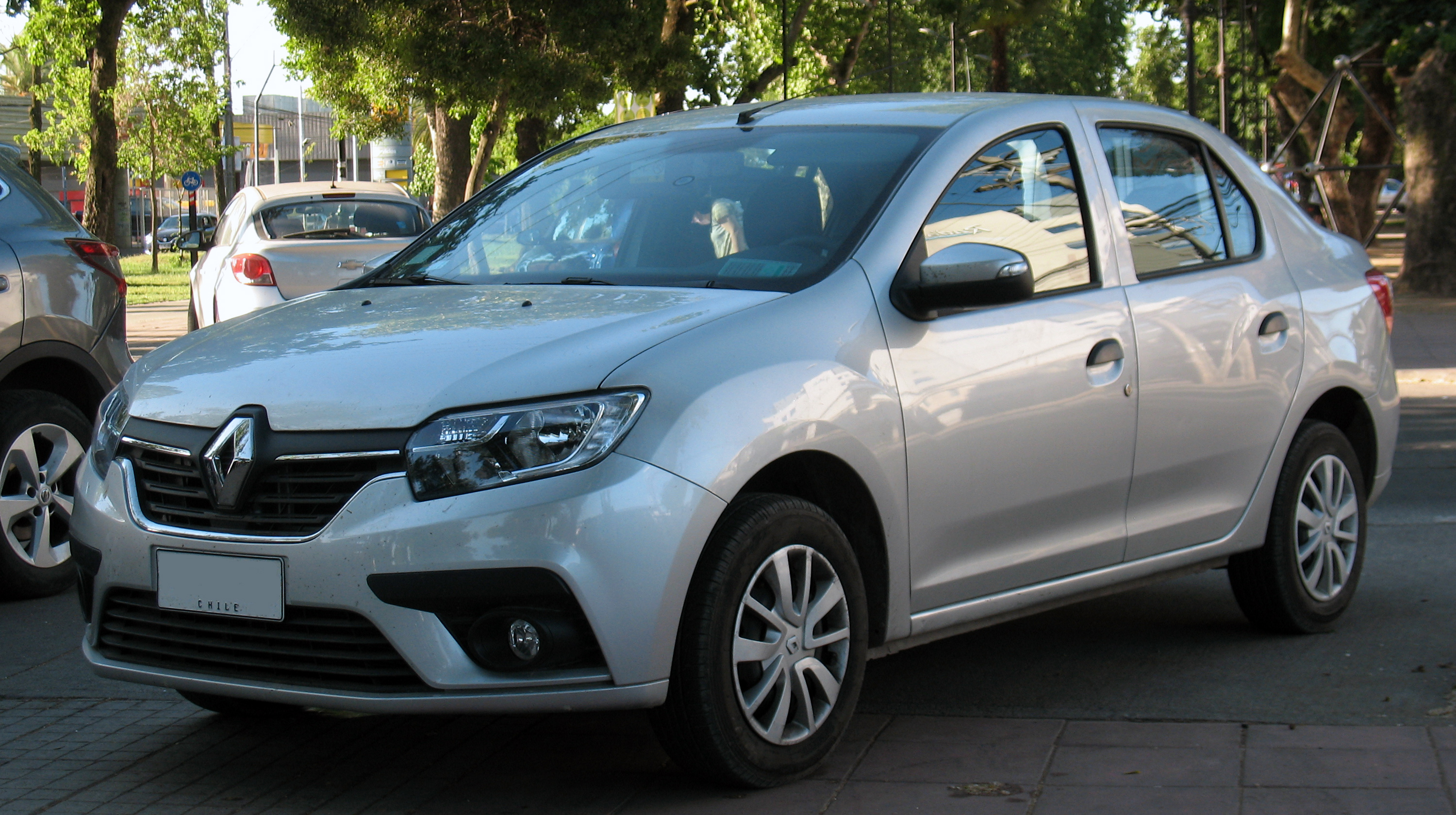
رنو سیمبل (فیس‌لیفت ۲۰۱۷)

### ایمنی
لوگان دارای ترمزهای دیسکی جلو و ترمزهای کاسه‌ای عقب است.

#### لاتین NCAP
لوگان در سال ۲۰۱۸ (یک سطح بالاتر از ۲۰۱۰–۲۰۱۵) و با ابتدایی‌ترین پیکربندی برای بازار آمریکای لاتین با ۲ کیسه هوا و بدون ESC ۱ ستاره برای سرنشینان بزرگسال و ۳ ستاره برای کودکان نوپا از مؤسسه لاتین NCAP دریافت کرد.
لوگان در سال ۲۰۱۹ و با ابتدایی‌ترین پیکربندی برای آمریکای لاتین شامل ۴ کیسه هوا و بدون ESC از مؤسسه لاتین NCAP ۱ ستاره برای سرنشینان بزرگسال و ۴ ستاره برای کودکان نوپا دریافت کرد.
لوگان به‌روز شده در ابتدایی‌ترین پیکربندی برای آمریکای لاتین با ۴ کیسه هوا، ۳ ستاره برای سرنشینان بزرگسال و ۴ ستاره برای کودکان نوپا از لاتین NCAP در سال ۲۰۱۹ دریافت کرد.

## نسل سوم (LJI؛ ۲۰۲۰)

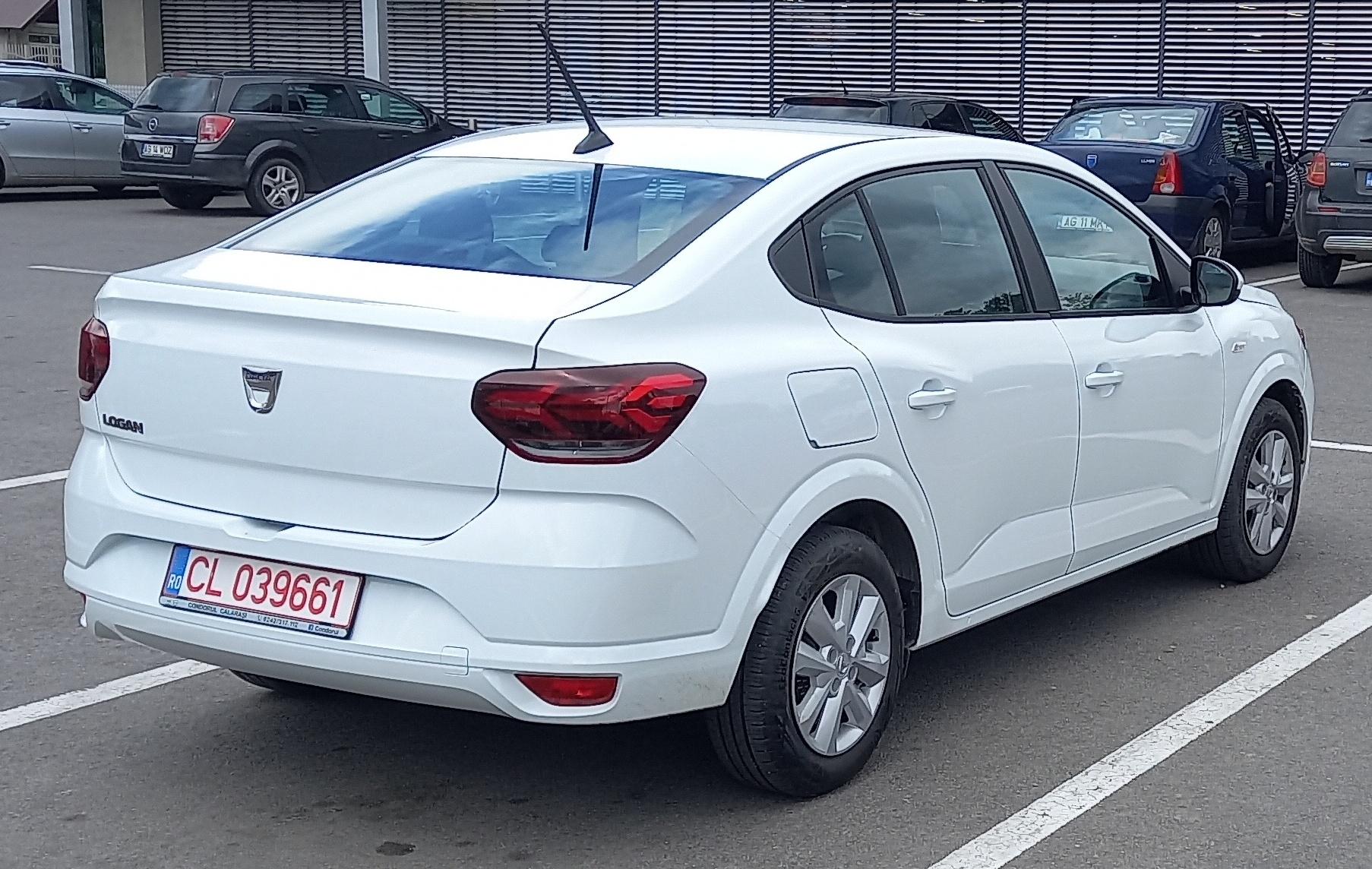
نمای عقب

نسل سوم لوگان همراه با داچیا ساندرو جدید در ۲۹ سپتامبر ۲۰۲۰ عرضه شد. لوگان جدید ۳۶ میلیمتر (۱٫۴ اینچ) بلندتر است که توسط فاصله بین دو محور طولانی‌تر و کاهش اورهنگ عقب پشتیبانی می‌شود. این خودرو همچنین شکل باریک‌تری دارد و دارای شیب جلوتر و سقفی به میزان ۱۰ میلیمتر (۰٫۴ اینچ) پایین‌تر است.
این خودرو بر اساس پلت‌فرم مدولار CMF-B LS مشترک با ساندروی جدید ساخته شده‌است و ادعا می‌شود که مقاومت و استحکام بیشتر را با وزن کمتر و در عین حال مطابقت دقیق‌تر با تست تصادف ترکیب می‌کند. پیشرانه جدید انتشار گازهای گلخانه ای را کاهش می‌دهد و از سال ۲۰۲۱ با الزامات کنترل آلودگی مطابقت دارد.

### نوسازی
در ژوئن ۲۰۲۲، لوگان یک به‌روزرسانی جزئی دریافت کرد. در این به‌روزرسانی لوگوی جدید داچیا بر روی این خودرو قرار گرفته و به همین منظور طراحی جلوپنجره تغییراتی را متحمل شده‌است.

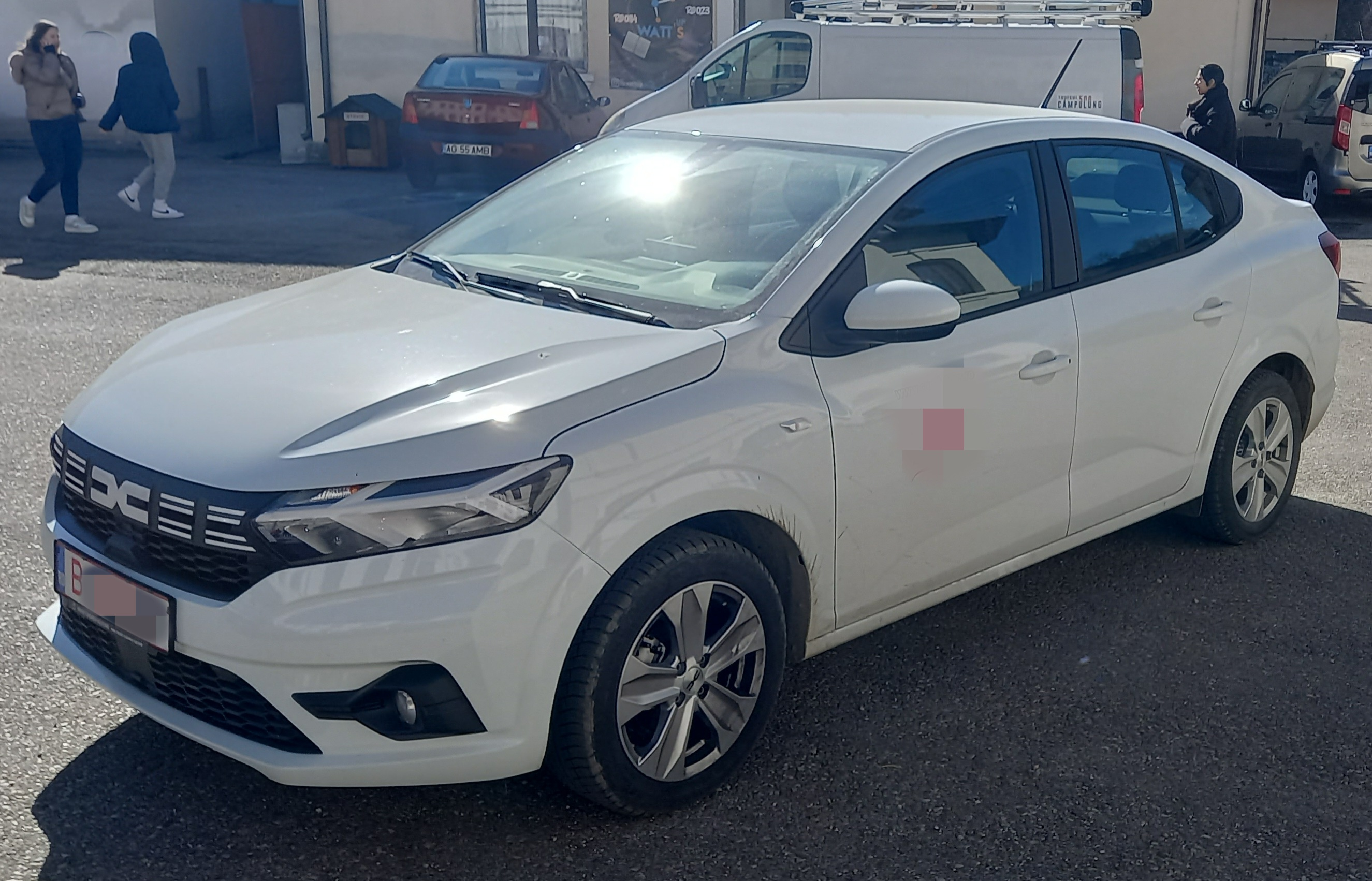
نمای جلو
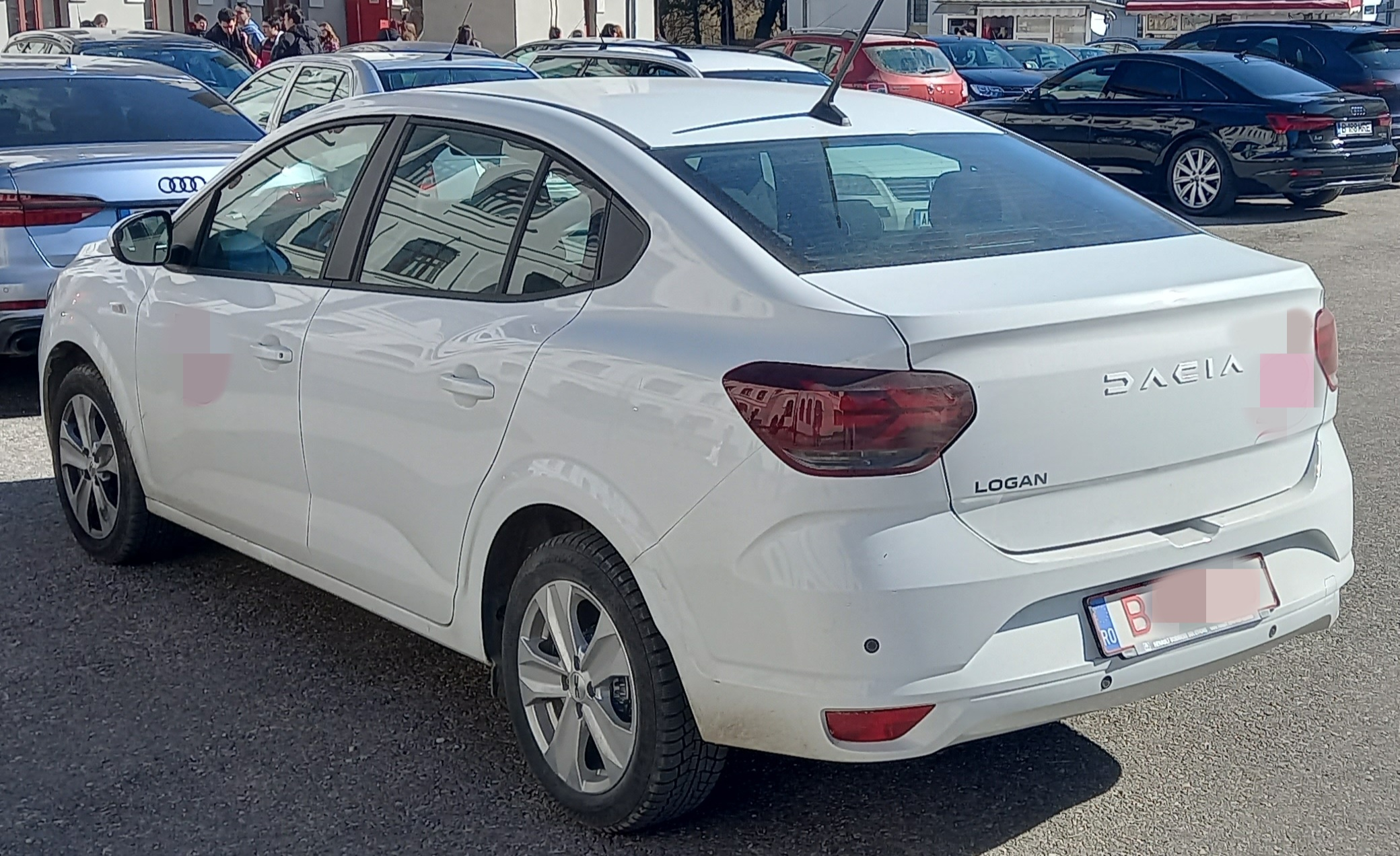
نمای عقب

### تولید و بازاریابی

#### ترکیه
رنو تالیانت برداشتی از نسل سوم لوگان برای بازار ترکیه است. این خودرو در ۱۱ مارس ۲۰۲۱ در ترکیه معرفی شد و در ۲۴ مه ۲۰۲۱ در بازار ترکیه به فروش رسید. این خودرو به‌طور کلی تا حد زیادی مشابه لوگان است و با آن بدنه یکسانی دارد؛ با این وجود تالیانت تغییراتی را در قسمت جلو، نمای عقب و خطوط شانه درهای جانبی داشته‌است. مانند لوگان، تالیانت نیز بر اساس پلت‌فرم CMF-B LS ساخته شده‌است.
نام "Taliant" از کلمه "Talent" به معنی استعداد گرفته شده‌است.

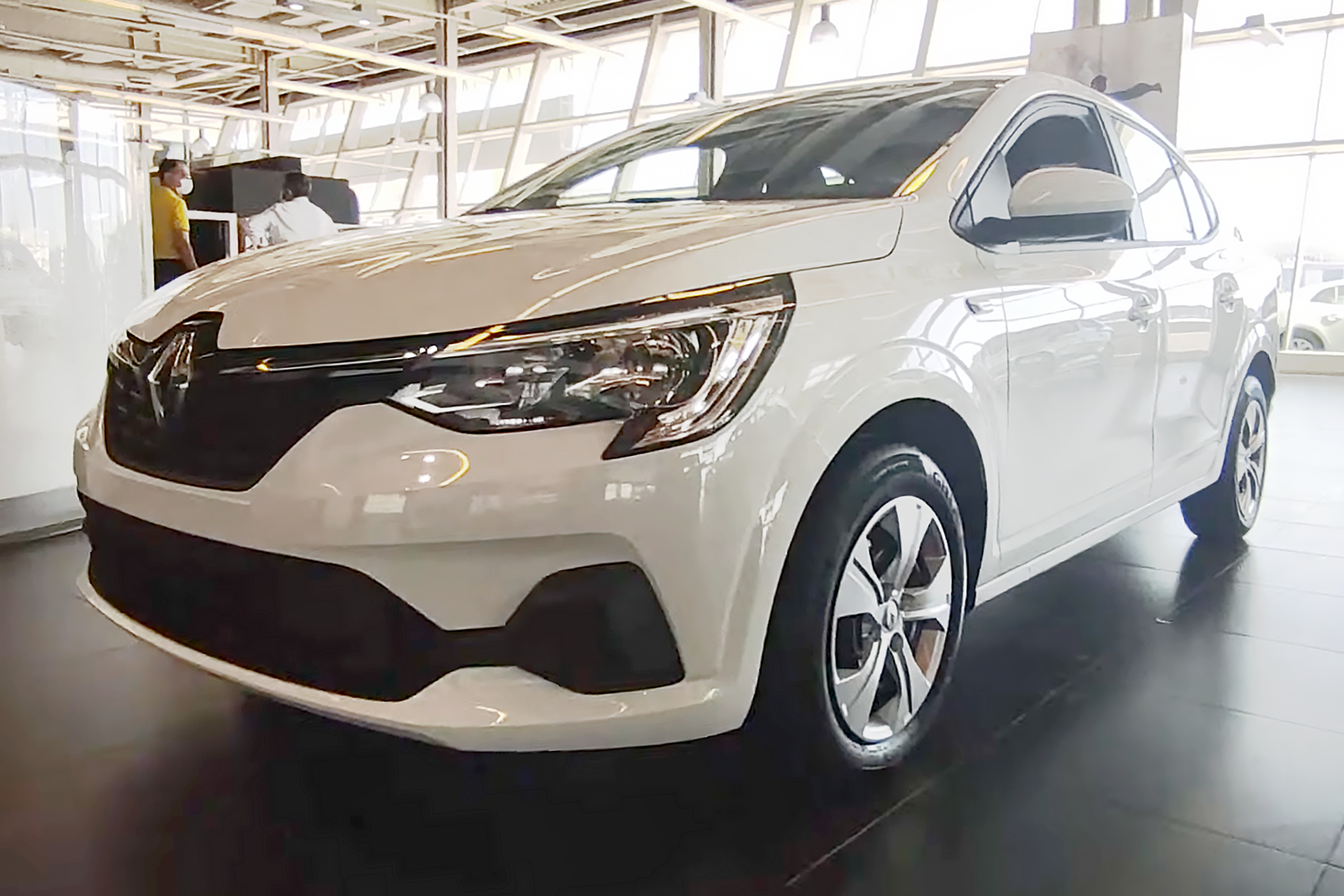
نمای جلو
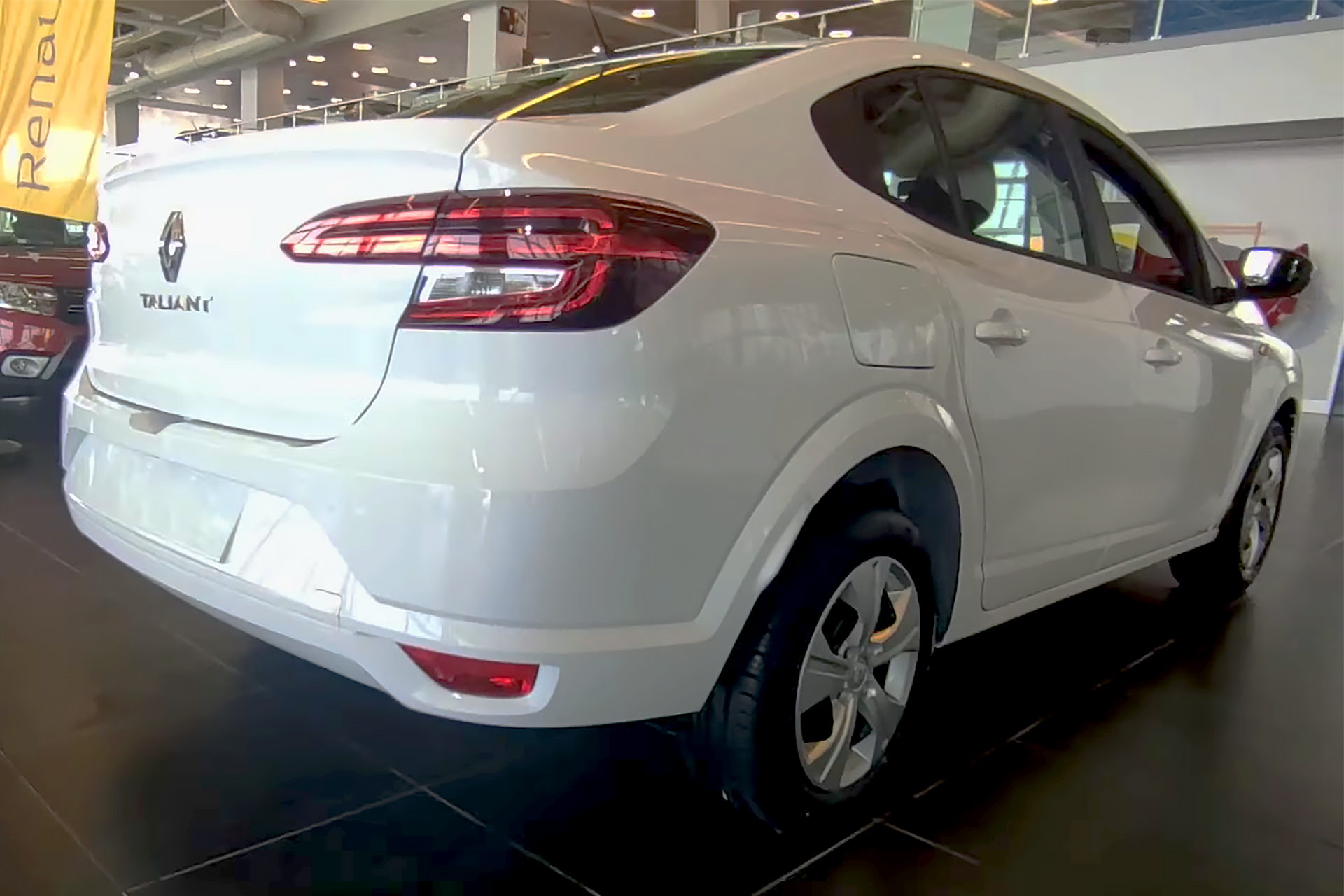
نمای عقب
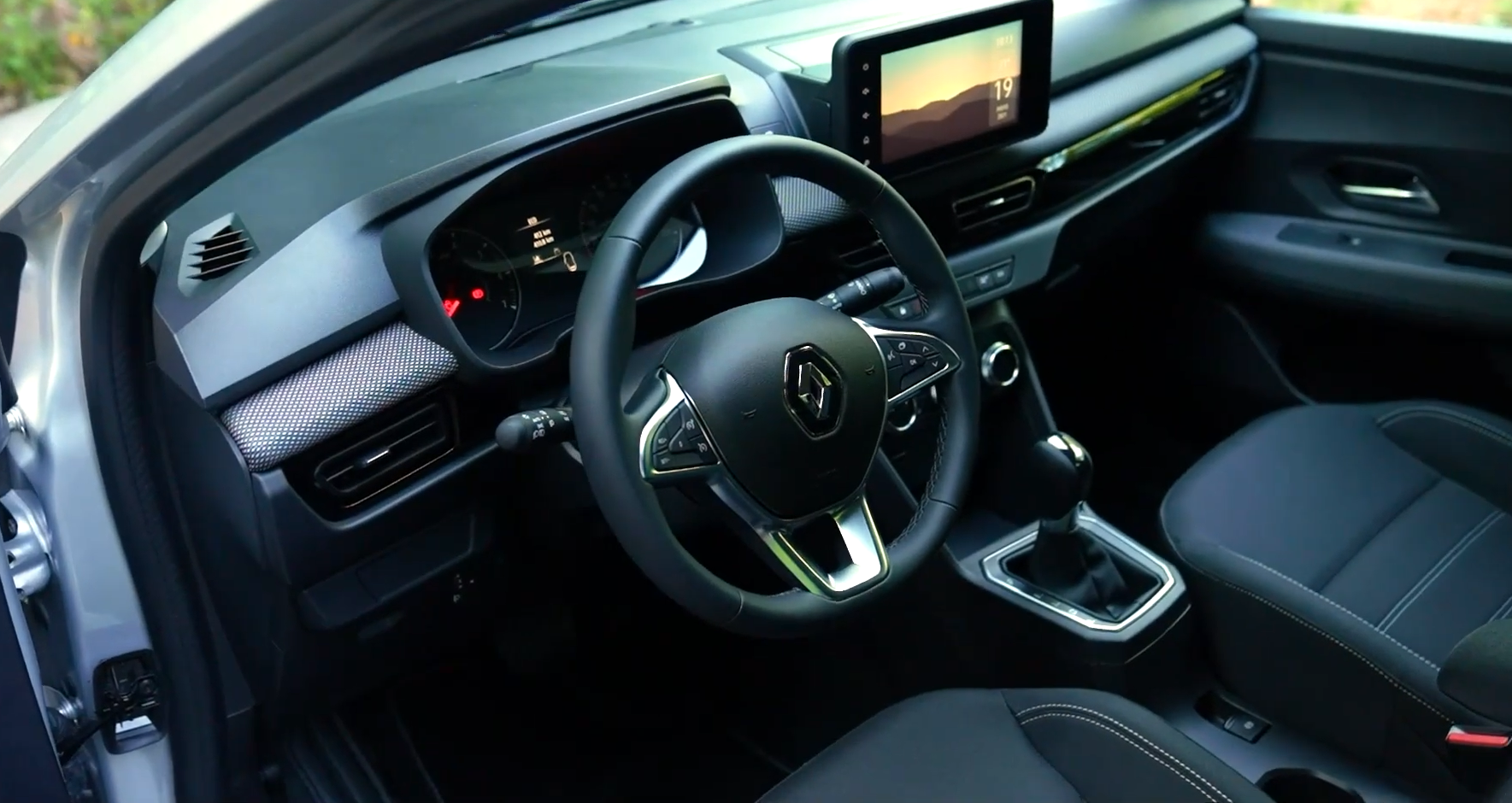
نمای داخلی

#### روسیه
نسل سوم لوگان به همراه نسل سوم ساندرو قرار بود در سال ۲۰۲۲ در روسیه عرضه شود؛ اما با حمله روسیه به اوکراین و خروج رنو از بازار روسیه این اتفاق رخ نداد. با این حال، تصاویری از برخی از نمونه‌های اولیه استتار شده در کارخانه سابق رنو در مسکو که اکنون متعلق به مسکوویچ است به اینترنت درز پیدا کرده‌است.

### کراس‌اوور
قرار بود یک سدان با ظاهری کراس‌اوور مانند بر اساس داچیا لوگان در روسیه عرضه شود که حتی تصاویری از نمونه‌های اولیه آن به اینترنت درز پیدا کرد. اما، به دلیل وقوع جنگ ظاهراً این مدل به‌کلی لغو شده‌است. فروم فرانسوی Worldscoop فاش کرده که تصویری از مدل نهایی این خودرو در دفترچه راهنمای مالک داچیا جوجر پیدا شده‌است.

### ایمنی

#### یورو ان‌سی‌ای‌پی
لوگان در پیکربندی استاندارد اروپایی در سال ۲۰۲۱ ۲ ستاره از یورو ان‌سی‌ای‌پی دریافت کرد.

## آمار فروش
| سال  | داچیا   | رنو     |
| ---- | ------- | ------- |
| ۲۰۰۴ | ۲۲٬۸۳۳  | −       |
| ۲۰۰۵ | ۱۳۵٬۱۸۴ | ۹٬۹۱۵   |
| ۲۰۰۶ | ۱۸۴٬۴۷۲ | ۶۳٬۱۳۴  |
| ۲۰۰۷ | ۲۳۰٬۲۹۴ | ۱۳۶٬۷۴۲ |
| ۲۰۰۸ | ۲۱۸٬۸۸۷ | ۲۰۶٬۰۵۹ |
| ۲۰۰۹ | ۱۶۰٬۱۲۰ | ۱۵۰٬۶۰۳ |
| ۲۰۱۰ | ۱۲۶٬۵۹۸ | ۱۸۹٬۸۹۸ |
| ۲۰۱۱ | ۹۵٬۳۶۵  | ۲۵۳٬۶۹۸ |
| ۲۰۱۲ | ۱۰۲٬۱۷۵ | ۲۲۱٬۷۵۲ |
| ۲۰۱۳ | ۶۹٬۳۵۵  | ۱۸۸٬۱۸۵ |

## جوایز
لوگان توسط اعضای هیئت داوران اتوبست از ۱۵ کشور بلغارستان، کرواسی، جمهوری چک، قبرس، مقدونیه شمالی، مجارستان، لهستان، رومانی، روسیه، صربستان، اسلواکی، اسلوونی، ترکیه و مالت لوگان به عنوان بهترین خودروی سال ۲۰۰۵ انتخاب شد. اعضای هیئت داوران ۱۳ معیار مانند مصرف سوخت، تطبیق پذیری، جادار بودن و طراحی را بررسی کردند.
لوگان پانزدهمین جایزه بهترین کامپکت را به دست آورد که توسط Abioto، سازمان مطبوعات تجاری برزیل، متشکل از هیئتی ۶۷ نفره از بانفوذترین روزنامه نگاران اتومبیل‌رانی کشور اعطا شد.
لوگان بالاتر از سدان سیتروئن سی۴ال برنده جایزه «Melhor Carro do Ano 2013» (بهترین خودروی سال ۲۰۱۳) که توسط مجله موتور پرس اعطا شده بود شد.
در ۹ دسامبر ۲۰۱۳ و کمتر از یک ماه پس از ارائه به خبرنگاران برزیلی، رنو لوگان بالاتر از فولکس‌واگن گلف، فولکس‌واگن فاکس، تویوتا اتیوس و فورد فیستا برنده جایزه Top Car TV Award در رده بهترین خودروی بومی تا ۳۰۹۹۹ رئال شد. در این جایزه که توسط هیئتی از متخصصان ارتباطات و بازاریابی از خودروسازان و سازمان‌های خبری مختلف اعطا شد، کمپین عرضه نیز در نظر گرفته شد.

## خودروهای مفهومی و پروژه‌ها

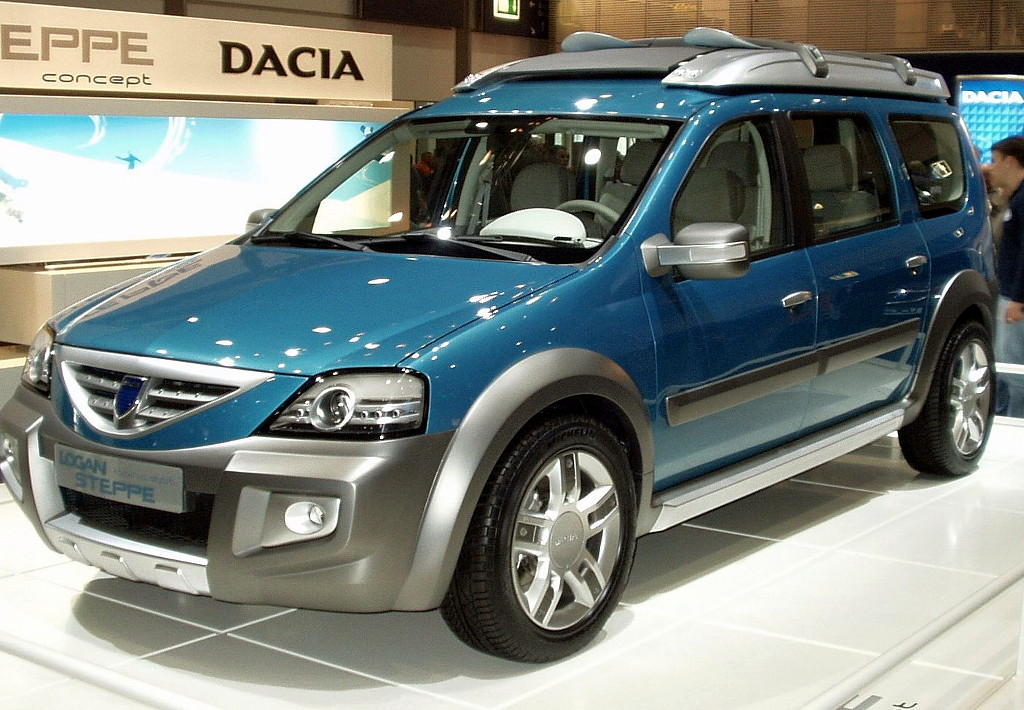
داچیا لوگان اِستِپ

### لوگان استپ
در سال ۲۰۰۶، خودروی مفهومی استیشن داچیا لوگان استپ در نمایشگاه خودرو ژنو ارائه شد. این خودرو توسط سازندگان مطرح خودروهای مفهومی دی‌سی دیزاین در هند به عنوان پیشروی لوگان MCV ساخته شد.

### لوگان اس۲۰۰۰
اس۲۰۰۰ یک پروژه کوتاه مدت برای نسخه مسابقه‌ای لوگان بود.

### جام داچیا
از سال ۲۰۰۷، یک کلاس اختصاصی در مسابقات رالی قهرمانی رومانی به نام کوپا داچیا برای لوگان‌های آماده گروه N وجود دارد. این کلاسی است که در آن به‌طور خاصی افراد تازه‌کار که در ابتدای کار خود هستند رقابت می‌کنند. اتومبیل‌های مورد استفاده نسخه‌های ۱٫۶ لیتری MPI هستند.